# Estrasburgo
Estrasburgo (en francés: Strasbourg [stʁas.buʁ]; en alsaciano, Strossburi pronunciado /ˈʃd̥ʁɔːsb̥uʁiɡ̊/; en alemán: Straßburg pronunciado /ˈʃtʁaːsbʊɐ̯k/ⓘ) es una ciudad situada cerca del río Rin, en el noreste de Francia, en la colectividad territorial de Alsacia. La ciudad alberga múltiples instituciones europeas, como el hemiciclo principal del Parlamento Europeo y el Defensor del Pueblo Europeo. También organismos internacionales como el Consejo de Europa, el Tribunal Europeo de Derechos Humanos, la Farmacopea Europea. La ciudad es capital del departamento del Bajo Rin, de la región histórica de Alsacia, de la región administrativa del Gran Este, y desde el 1 de enero de 2021, también de la Colectividad territorial Europea de Alsacia. La ciudad está a 8 km al oeste de Kehl, en la frontera natural con Alemania.
El área urbana de Estrasburgo alcanzó en 2020 una población de 1 245 399 habitantes, extendiendo su influencia a localidades próximas de Alemania y situándose en la cuarta posición de los núcleos de población más grandes de Francia. Por su situación, Estrasburgo es desde la antigüedad un importante centro de comunicaciones, especialmente fluvial, albergando el segundo puerto del país en importancia sobre el río Rin, siendo este el río más transitado del mundo. Estrasburgo es la segunda plaza bancaria de Francia, con una bolsa y 8 sedes bancarias. El sector industrial es especialmente activo, siendo la región de Estrasburgo la más dinámica del país en cuanto al PIB per cápita.
La ciudad se considera importante en el ámbito cultural; el teatro, la biblioteca, la orquesta y la ópera todos ellos son de ámbito nacional. La ciudad es, con la capital del país, la única en tener ese nivel de instituciones culturales. Además, es la segunda plaza diplomática, con ciento cincuenta embajadas y consulados. También, se le considera una ciudad universitaria, con más de 78 000 estudiantes nacionales y extranjeros y tiene numerosas escuelas nacionales, siendo uno de los mayores polos de estudios de tercer grado del país. 
Su centro histórico, en el que sobresale su magnífica catedral, está declarado Patrimonio Unesco de la Humanidad desde 1988.

## Toponimia
El nombre de Estrasburgo es la adaptación al idioma español del alemán escrito Straßburg o también Strassburg, este a su vez directamente de Strateburgum, nombre franco latinizado según las crónicas de Gregorio de Tours, con el que los francos merovingios bautizaron a la ciudad tras su reconstrucción en tiempos de Clodoveo I, hacia el 500, significando literalmente «el burgo del camino». Durante la Edad Media, obras cartográficas y otros textos difundieron la denominación germánica latinizada en sus distintas variantes Strateburgis, Stradburgo Strasburgensis o Straceburgensis, al mismo tiempo que pervivían los derivados de la antigua denominación latina: Argentoratum, Argentina, Argentum, Argentaria o Argentoria.
Argentoratum era, pues, como se conoció a la civitas surgida del campo militar romano que es tomado como referencia oficial para la fundación de la ciudad en el año 12 a. C. Entre las diversas hipótesis sobre el origen de este topónimo, Émile Linckenheld concluye que el nombre, compuesto de la raíz argenta/argento y por rate, significa literalmente «recinto en el Argenta», admitiendo la hipótesis de que «Argenta» designa al río Ill. En apoyo de esta hipótesis se refiere a la existencia de «Argentovaria», nombre de la ciudad de Horbourg, también situada en la ribera del río Ill y que la carta Tabula Peutingeriana, realizada hacia el siglo IV, la situaba en la proximidad de Colmar. Por su parte, «argenta/argento», con el significado de 'plata' o 'reluciente', entra en numerosos topónimos alusivos a las corrientes de agua, mientras que «rate», estudiado por Arbois de Jubainville, deriva a su vez de «ratis», un lugar rodeado de un vallum de tierra. La Enciclopedia Bonarot, por su parte, plantea otra versión y se refiere al origen de Argentoratum como latinización de Argentorate, nombre celta del asentamiento existente antes de la llegada del ejército romano.

## Historia

Escudo de armas de Estrasburgo, utilizado como decoración para fines oficiales, como las medallas de exhibición de la ciudad, los sellos postales y los documentos oficiales hasta la década de 1980, cuando la ciudad decidió usar un logotipo.

Según una leyenda, Estrasburgo fue fundada en la antigüedad por Trebeta, hijo de la legendaria Semíramis de Babilonia, aunque las investigaciones arqueológicas han señalado el origen romano de Estrasburgo, fechando oficialmente la fundación de la ciudad en el año 12 a. C. por el general Druso el Mayor a partir de un Castrum o campamento para las legiones, bautizado con el nombre de Argentoratum. El campamento militar se convertiría en centro administrativo y económico de la región hacia el siglo III y sede de un obispado cristiano a partir del siglo IV. A pesar de ser derrotados en la batalla de Argentoratum en el año 357, los alamanes ocuparon el área de Estrasburgo desde 406, siendo posteriormente destruida durante la invasión de los hunos al mando de Atila en 451. Hacia el año 500, fue reconstruida por los francos merovingios de Clodoveo I, que la bautizan como Strateburgus, reinstaurando el obispado que durante la era carolingia vio reforzado su influencia y poder. La alianza entre los herederos del imperio carolingio,  representada en 842 con los Juramentos de Estrasburgo, desembocó en el reparto del imperio por el Tratado de Verdún de 843 y en el que la ciudad de Estrasburgo fue asignada al reino de Lotaringia, integrado más tarde en el reino de Germania, abriendo el periodo de influencia del ámbito germánico en el que se desarrolló la ciudad hasta la anexión francesa en el siglo XVII.
En el año 982 el emperador Otón II concede al obispo de Estrasburgo la total autoridad sobre el conjunto de la ciudad y sus arrabales, convirtiéndose este en el señor feudal de la ciudad. El obispo Wernher decide en 1015 reconstruir un nuevo edificio de grandes dimensiones, que será el precursor de la catedral de Notre-Dame de Estrasburgo. Durante el siglo XII, la prosperidad y creciente influencia de los burgueses aumenta la voluntad de obtener mayor autonomía y de contestar el poder episcopal. A partir de 1225, el poder del obispo de Estrasburgo deviene preponderante en la región de Alsacia al apoderarse de una parte de las posesiones de la familia de los condes de Eguisheim, pero en 1254 los burgueses recuperan el control del concejo y declaran la unión de Estrasburgo a la Liga del Rin. La oposición política entre burgueses y el obispo se tornará en enfrentamiento armado tras la investidura en 1260 del obispo Walther de Geroldseck, cuando el 8 de marzo de 1262 es derrotado en la batalla de Hausbergen. Estrasburgo evoluciona entonces de ciudad en señorío feudal a Ciudad imperial libre, rango que la equipara en privilegios a otras ciudades o principados, como el del duque de Baviera o los de los príncipes electores.

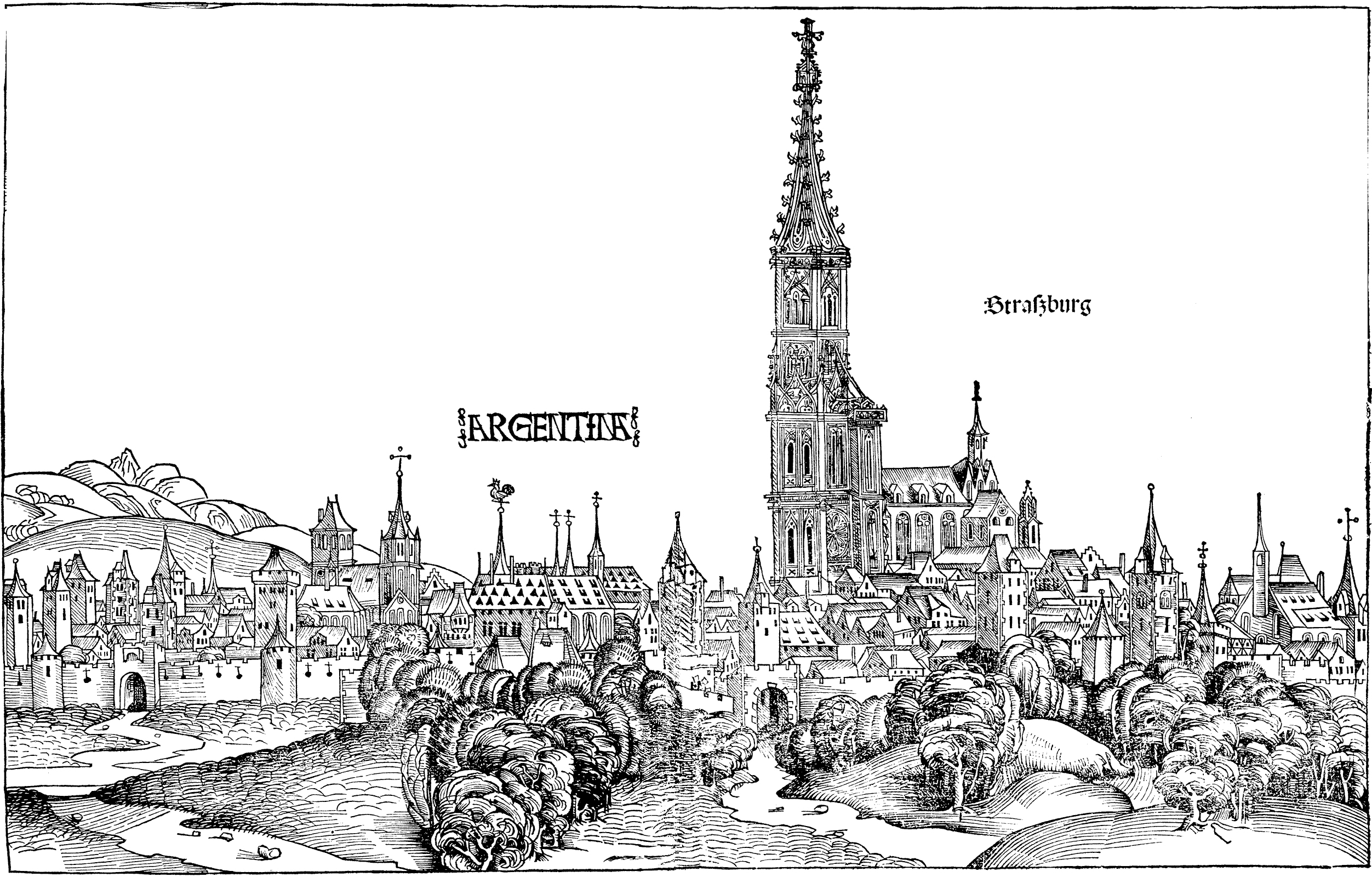
Ilustración de la ciudad de Estrasburgo en el, a partir de un grabado de Hartmann Schedel, en la obra Crónica del Mundo (Weltchronik; Núremberg, 1493), fol. cxxxix verso y cxl recto. Nótese que culteranamente en la Edad Media y principios de la Edad Moderna recibía esta ciudad el nombre de Argentina.

En 1681 se completó la anexión de Estrasburgo y toda Alsacia a la corona de Francia por las tropas del rey Luis XIV. Tras la Guerra Franco-prusiana, Alsacia fue incorporada al Imperio alemán, conservando ese estatus hasta el final de la Primera Guerra Mundial. Estrasburgo conoció durante ese periodo un amplio desarrollo urbanístico y cultural. Durante la Primera Guerra Mundial,la línea del frente se encontró alejada de Estrasburgo. Tras el armisticio y la Revolución de Noviembre, que llevó a la formación entre el 8 y el 21 de noviembre de 1918 de un soviet para el gobierno de la ciudad, Estrasburgo retornaría a la soberanía francesa a partir del 22 de noviembre de 1918.
El 19 de junio de 1940, las tropas hitlerianas entraron en la ciudad evacuada, que será anexionada como capital de Alsacia al Tercer Reich para integrarse en el Gau Elsass-Baden. Robert Ernst, un propagandista pangermanista nombrado gobernador de la ciudad, y el Gauleiter Robert Wagner aplicaron políticas nazis antisemitas, destruyendo la sinagoga consistorial de Estrasburgo, la cual había sido una de las más grandes de Europa, y excluyendo a la población de origen no germánico. A partir de 1942 se decide la incorporación masiva y forzada de jóvenes en la Wehrmacht, dando origen al episodio de los Malgré Nous. En el Instituto Anatómico, el médico de las SS August Hirt realiza experimentos criminales con prisioneros del campo de Struthof-Naztweiler. A partir de 1943, la ciudad sufre los bombardeos de la aviación aliada, como el del 11 de agosto de 1944, que afectó gravemente a algunos edificios del centro histórico.
El 13 de noviembre de 1944, la 2.ª división blindada del general Leclerc se lanzó rápidamente hacia Estrasburgo a través de una brecha abierta en el frente, liberando la ciudad en la mañana del 23 de noviembre de 1944, aunque se desaprovechó una oportunidad de poner fin a la guerra en el frente occidental.
Tras el fin de la guerra, Estrasburgo se convirtió en símbolo de la reconciliación francoalemana y por extensión, europea, al ser elegida sede del Consejo de Europa en 1946. Posteriormente, el desarrollo de la Unión Europea contribuyó a afianzar el carácter institucional internacional de la ciudad, a imagen de ciudades como Ginebra o Nueva York, al asignársele, sin ser capital de Estado, la sede de importantes organismos relacionados con el proyecto de construcción europeo, como el Parlamento Europeo. Durante los años 1960 y 1970, la ciudad experimentó una fuerte expansión demográfica, impulsada por el progreso económico favorecido por su tradicional posición estratégica de comunicaciones en el corazón de Europa, lo que la llevó a extender su influencia incluso en áreas vecinas de Alemania, como la ciudad de Kehl, integrada en la Comunidad Urbana de Estrasburgo o CUS, pero también a generar, como en otras grandes ciudades de Francia, barrios con elevadas tasas de ocupación de población desfavorecida, generalmente de origen inmigrante. En el terreno cultural, desde los años 1960 Estrasburgo se convirtió en la capital del renacimiento de la cultura regional con el impulso del uso del idioma alsaciano en los ámbitos del teatro, la televisión local o su empleo por figuras relevantes. En paralelo, desde las instituciones de la ciudad se promovió entre los ciudadanos el conocimiento del alemán, siendo desde 1992 centro de las emisiones de la cadena de televisión bilingüe Arte.
A partir de los años 1990, la ciudad promovió la realización de importantes estructuras de mejora de la red de servicios de transporte urbano, y desde principios del siglo XXI, en la ampliación de la red de conexión nacional mediante la construcción de las líneas TGV para su conexión con París y la región del Ródano, y hacia el Mediterráneo.

## Política y administración

### Organización político-administrativa
En la ciudad de Estrasburgo se encuentra la prefectura (funcionario público representante del poder central del Estado) del departamento del Bajo Rin. Estrasburgo se organiza administrativamente en el poder legislativo por el concejo municipal de la ciudad y en el ejecutivo ostentado por el alcalde.
El concejo municipal de Estrasburgo incluye, además del alcalde, a 64 concejales municipales. El concejo es elegido por voto directo bajo listas de partidos por la ciudadanía a un máximo de dos vueltas electorales, y ellos a su vez eligen indirectamente al alcalde, que es designado por el concejo en su primera sesión, algo parecido al sistema parlamentario. El concejo, y por voto indirecto el alcalde, son elegidos por un periodo de seis años con posibilidad de reelección.
El concejo se reúne diez veces al año por decisión del alcalde, en sesiones públicas, para votar las disposiciones que se han discutido en sesiones privadas anteriormente. En ese sentido, el alcalde tiene un importante rol, ya que cumple una doble función, siendo a la vez agente estatal y agente comunal en relación con el colectivo territorial. El alcalde ejecuta las decisiones del concejo municipal, pero dispone de poderes propios relevantes en materia de urbanismo, policía municipal y recursos humanos. Al alcalde lo secunda uno o más adjuntos elegidos de su seno por el concejo municipal.
La ciudad tiene autonomía administrativa del poder central en temas según la ley relacionados con la cultura, las escuelas, la acción social, la juventud, el deporte, los espacios verdes y bosques, el alumbrado público, los ayuntamientos de los barrios de la ciudad, el estado civil, el turismo y la policía municipal. Así mismo, algunas decisiones deben ser consultadas con la Eurometrópoli de Estrasburgo.
La actual alcaldesa es Jeanne Barseghian del partido Europa Ecología Los Verdes, elegida para el periodo 2020-2026.
| Composición del Concejo municipal de Estrasburgo (2020-2026) |                                                                                          |                                                                    |
| Alcalde                                                      |                                                                                          | Concejo municipal                                                  |
| Jeanne Barseghian                                            |                                                                                          | Europa Ecología Los Verdes Otros partidos de izquierda 47 Curules. |
| Jeanne Barseghian                                            | Coalición «Unidos por Estrasburgo», LREM - MD - LR Otros partidos de derecha 11 Curules. |                                                                    |
| Jeanne Barseghian                                            | PS Otros partidos de izquierda 7 Curules.'                                               |                                                                    |

#### Administración
Estrasburgo se compone de quince barrios administrativos. Estos 15 barrios se crearon en 2013 después de que la ciudad decidiera perfilar la división de los barrios, formando agrupamientos de varios barrios reales. Antes de la reforma, Estrasburgo contaba con diez barrios, que calcaban los contornos de los cantones.
| Barrios administrativos de Estrasburgo                                                                            | Barrios administrativos de Estrasburgo | Barrios administrativos de Estrasburgo  | Mapa |
| --- | --- | --------------------------------------- | ---- |
| Norte 1. Robertsau - Wacken (en el cual se encuentra el Barrio europeo). 2. Cronenbourg 3. Hautepierre - Poteries | |                                         |      |
| Oeste 1. Koenigshoffen 2. Montagne Verte 3. Elsau                                                                 | Centro 1. Centre-ville (en el cual se encuentra la Petite France parte de la Grande île). 2. Gare - Tribunal 3. Bourse - Esplanade - Krutenau 4. Orangerie - Conseil des XV | Este 1. Neudorf - Musau 2. Port du Rhin |      |
| Sur 1. Meinau 2. Neuhof 1 3. Neuhof 2, comprende la ciudad-jardín de Stockfeld y la Ganzau                        | |                                         |      |

### Instituciones europeas

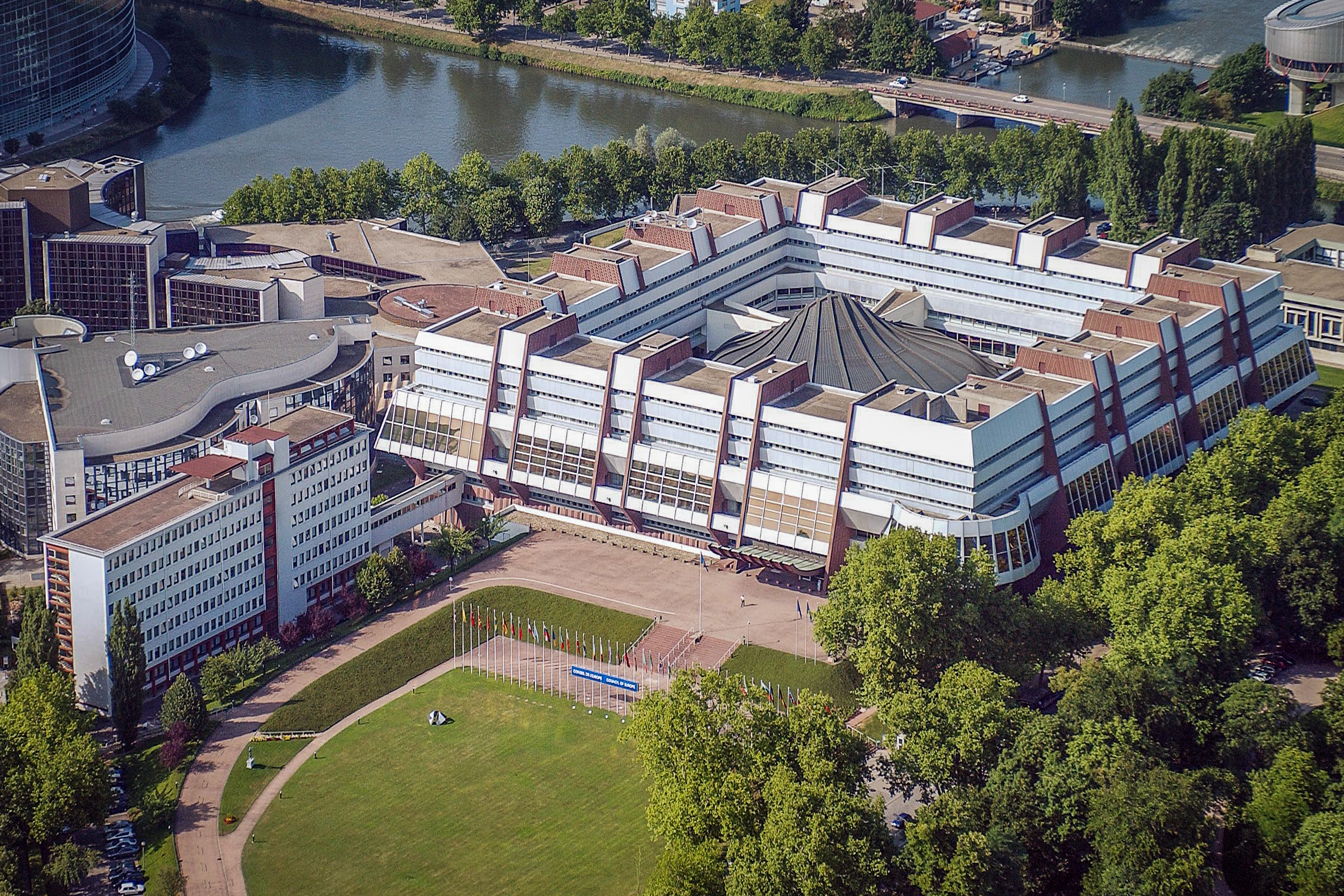
Barrio Europeo.

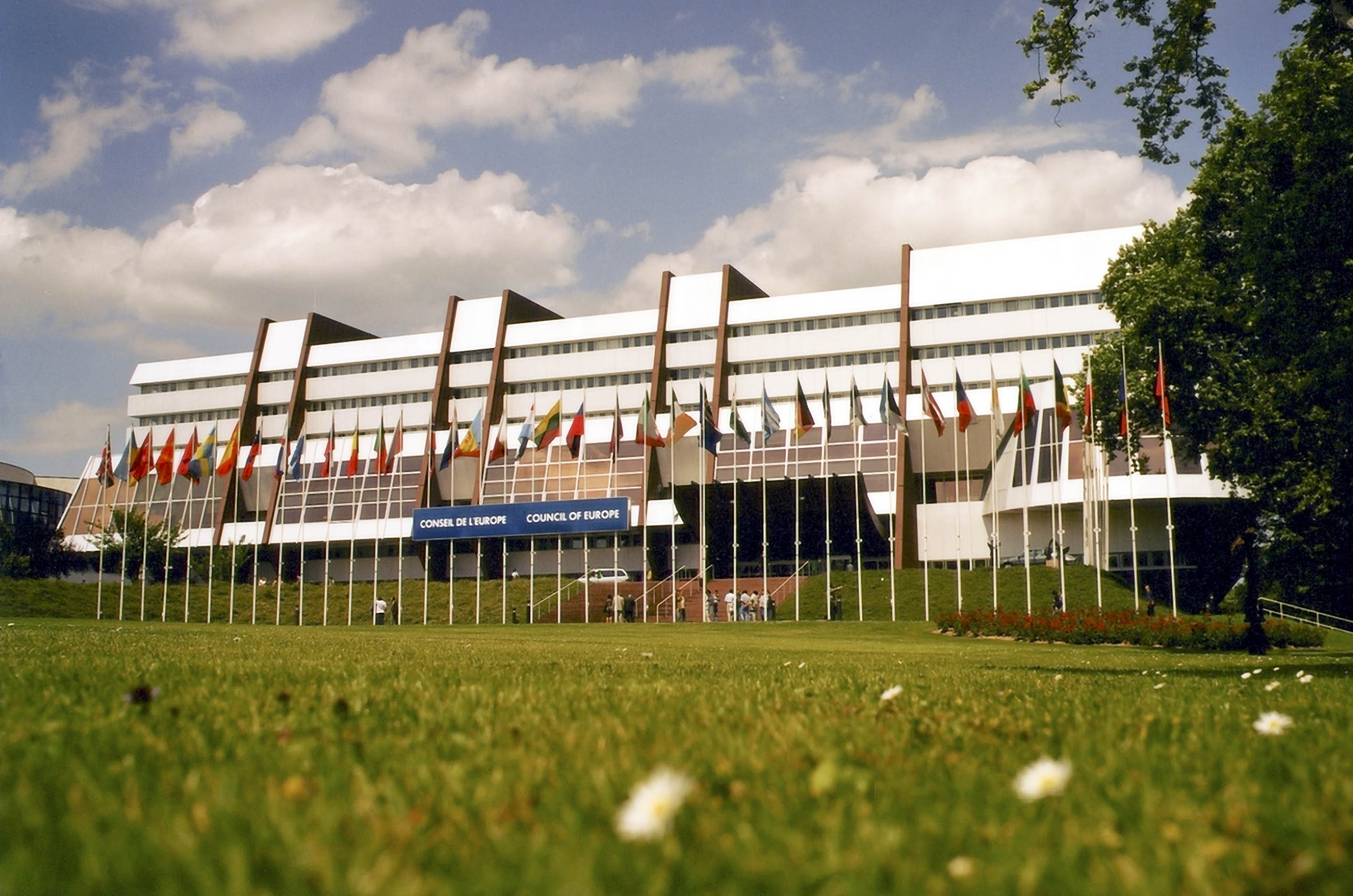
Sede del Consejo de Europa

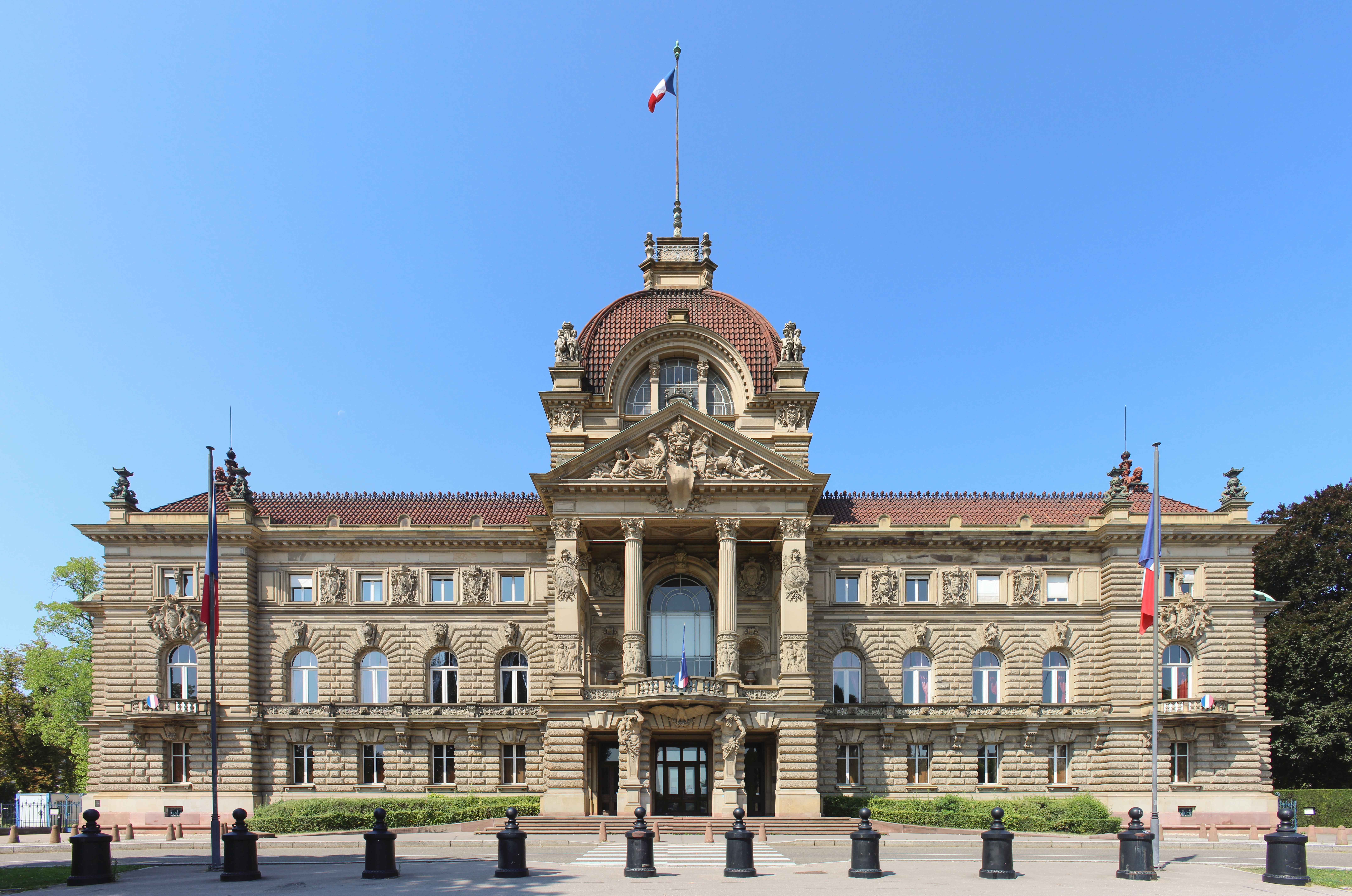
Sede de la Comisión Central para la Navegación del Rin

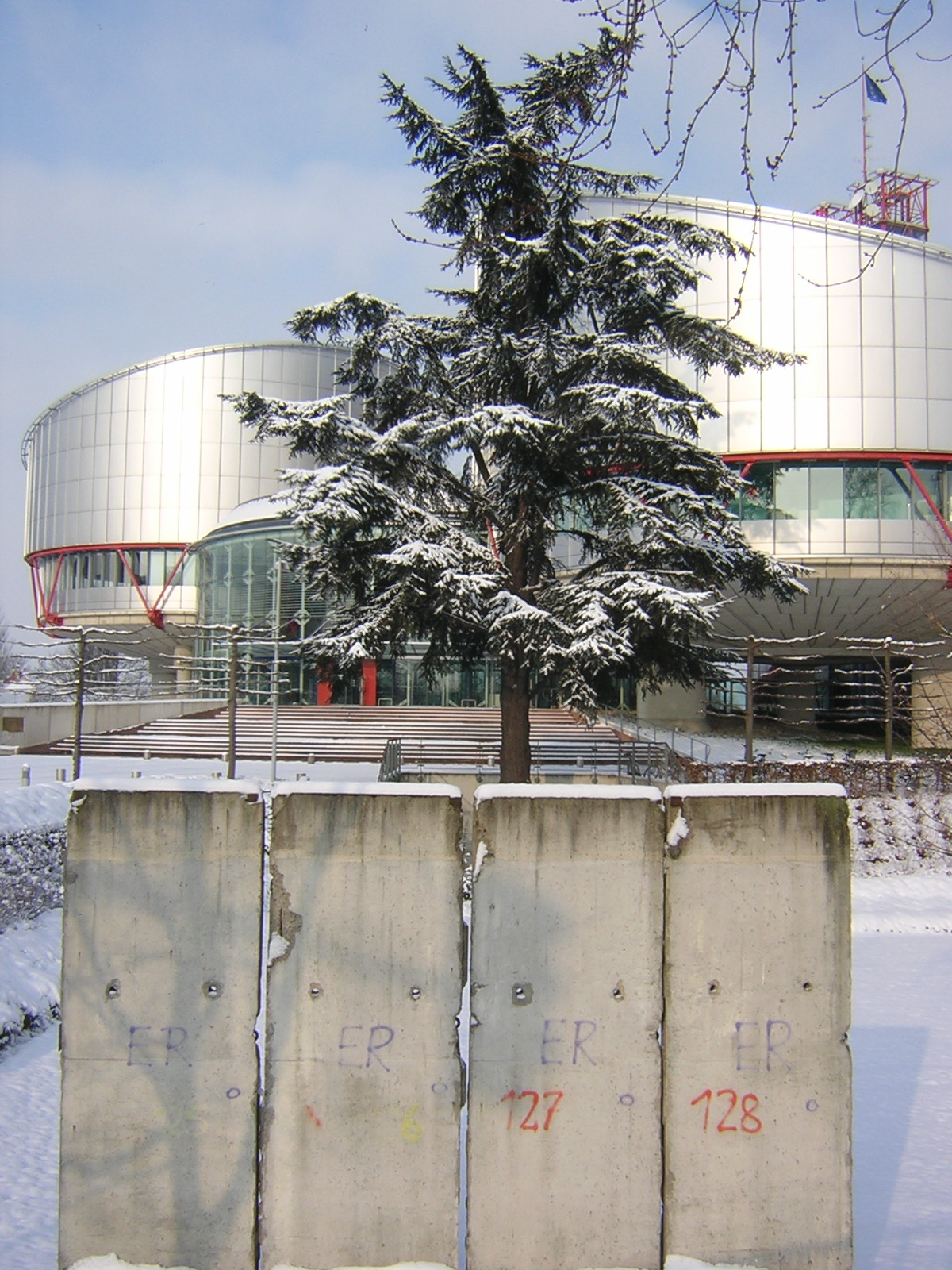
Sede del Tribunal Europeo de Derechos Humanos

En los tres últimos siglos Estrasburgo cambió repetidamente de manos, pasando de ser posesión francesa a alemana y viceversa. Por esto y por su posición geográfica central dentro de los miembros de origen de la Unión, Estrasburgo ha sido sede de instituciones y organismos de la Unión Europea y el Consejo de Europa.
Francia forma parte del grupo de los seis países originarios que, a través del Tratado de París, constituyeron la Comunidad del Carbón y del Acero (CECA). A este tratado siguen otros que conforman los pilares de la actual Unión Europea.
Por ello la ciudad se considera como la capital de la Unión Europea.
Estrasburgo es la sede de:
- Parlamento Europeo: Las sesiones plenarias se celebran en Estrasburgo.
- Eurocuerpo: Comando Central militar.
- Europol: Centro de información.
- Defensor del Pueblo Europeo
- Comisión Central para la Navegación del Rin.
- Consejo de Europa
- Corte Europea de los Derechos Humanos: Palacio de los Derechos Humanos
- Dirección Europea para la calidad de los medicamentos y los servicios sanitarios del Consejo de Europa
- Eurimages
- Observatorio audiovisual europeo.

Y otras 22 instituciones europeas dependientes del Consejo de Europa.
Los edificios que son sedes de las principales instituciones se encuentran agrupados en lo que se conoce como barrio europeo. Este sector de la ciudad se ha visto favorecido por una intensa intervención urbanística durante los últimos años, impulsada por la construcción de los nuevos edificios administrativos de la Unión Europeo, así como las diversas representaciones que los diferentes Estados de la Unión han establecido en Estrasburgo. La totalidad del barrio europeo es propiedad de la ciudad, incluidos los edificios concedidos en régimen de alquiler a las instituciones.
La ciudad simboliza como ninguna otra la reconciliación franco-alemana, que se ve plasmada en el Jardin des deux rives (Jardín de las dos riberas) y de igual manera en la sede de la cadena de televisión binacional Arte.
Numerosas calles de la ciudad llevan nombres de personajes históricos de la Unión Europea, como Robert Schuman, Konrad Adenauer, Jean Monnet o Alcide de Gasperi, y también de ciudades o regiones de Estados miembros y de candidatos a la adhesión, como la calle de Ankara o el puente del Danubio.

## Geografía física y humana

### Localización

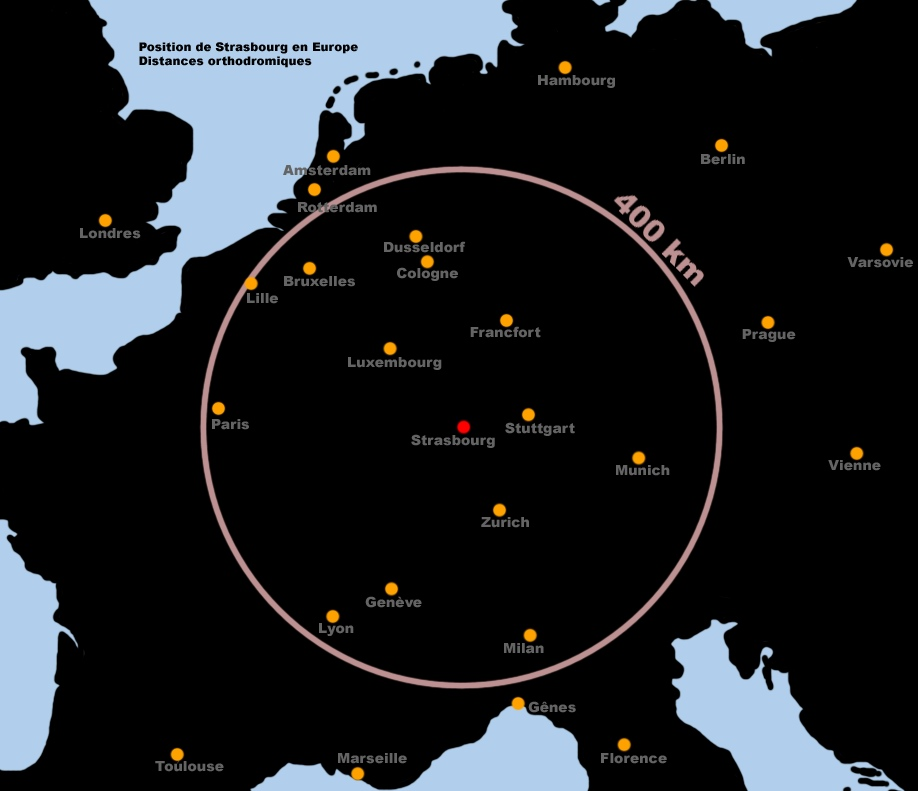
Ubicación de Estrasburgo en relación con otras grandes ciudades europeas

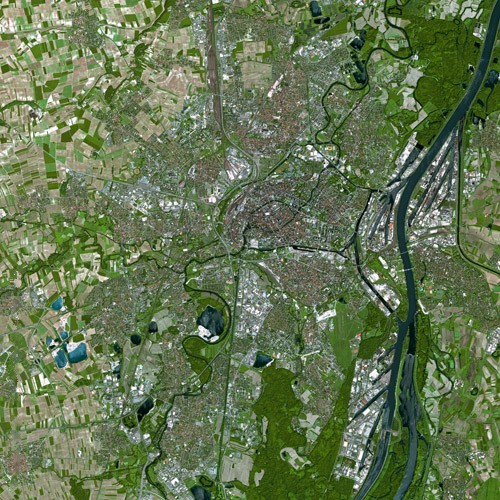
Estrasburgo vista desde el satélite SPOT

Aunque situada en una posición excéntrica en relación con el resto de Francia, donde la llanura de Alsacia representa su extremo nororiental, Estrasburgo ocupa en cambio una posición central en la Europa occidental y, particularmente, en la región geográfica que comprende el alto curso del Rin, un corredor natural que se extiende entre las ciudades de Basilea y Maguncia. Esta región supone un entorno de tránsito entre la Europa atlántica y continental, permitiendo las comunicaciones entre los valles meridionales del curso de los ríos Saona y Ródano hacia la Europa del Mediterráneo y las extensas llanuras y planicies del Norte, superando los relieves de las formaciones hercinianas en Alemania, hasta la cuenca del Ruhr. Estrasburgo se sitúa, por tanto, prácticamente a la misma distancia, unos 750 kilómetros, del mar Mediterráneo, del mar Báltico y del litoral atlántico. Una distancia de 500 km también la separa a la vez del mar del Norte y del Adriático.
Estrasburgo dista 398 km de París, 353 km de Bruselas, 360 km de Lyon, 150 km de Luxemburgo, 181 km de Fráncfort del Meno, 246 km de Zúrich y 108 km de Stuttgart.

### Relieve e hidrología
La altitud media de Estrasburgo es de 140 m s. n. m., y se caracteriza por un relieve relativamente plano, en el que destacan únicamente ligeras ondulaciones que culminan en el entorno de la catedral y hacia el cruce de las calles Grand-Rue y Fossé-des-Tanneurs, lugares que se corresponden con el que se supone fue el emplazamiento original de la ciudad, sobre una loma destacada en el entorno del antiguo humedal.

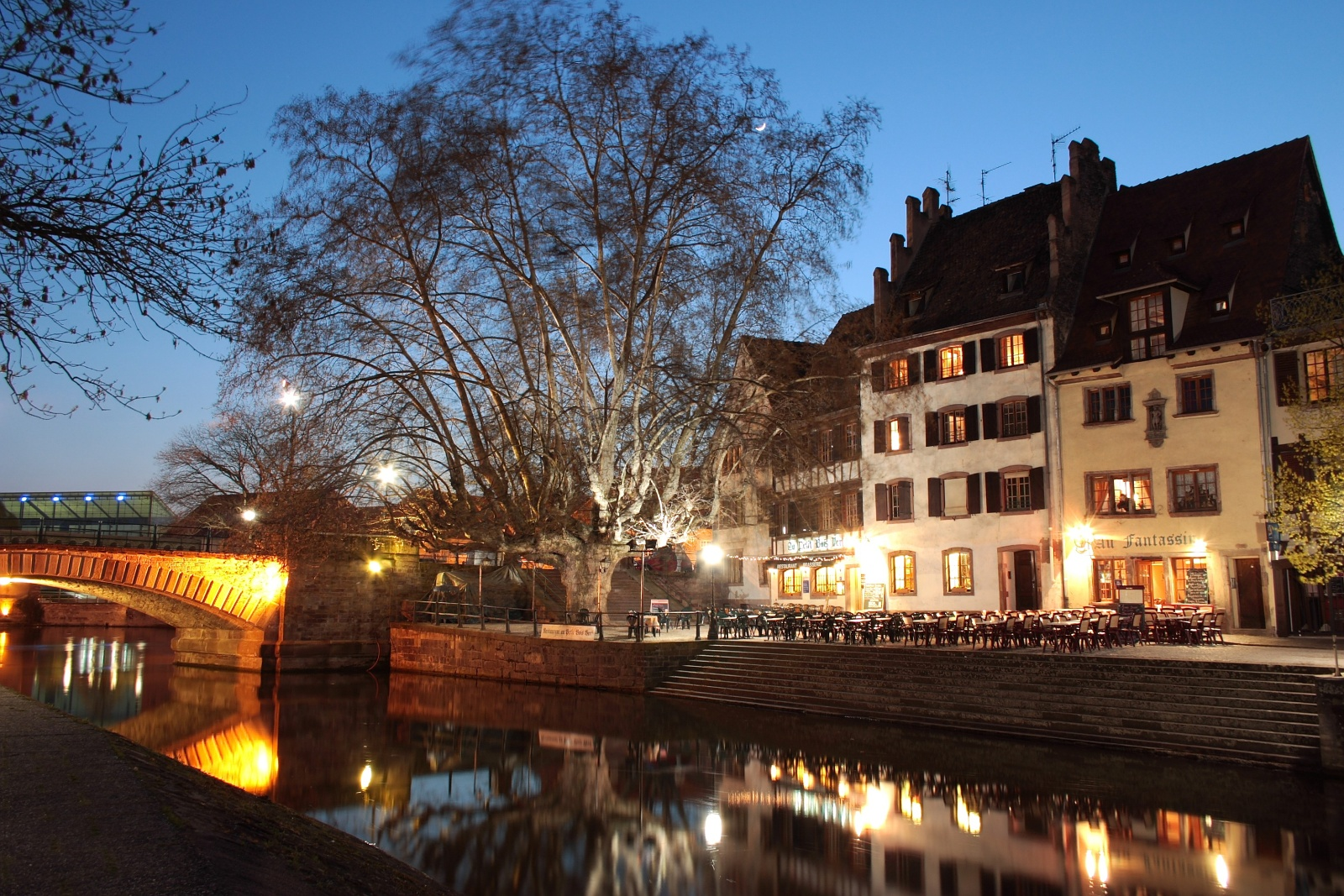
Vista del «quai de la Bruche» en el barrio de la Petite France.

La ciudad está construida y organizada en torno al sistema hídrico del Ill y varios afluentes, en su confluencia con la margen izquierda del Rin, resultando fragmentada en varias islas fluviales: la llamada «elipse», que se corresponde con el centro histórico, la «île aux Épis», la isla de «Rohrshollen» y las dependencias del Puerto Autónomo de Estrasburgo. Diferentes canales conducen los antiguos brazos afluentes del río a través de los barrios de la ciudad que conectan con los embalses del puerto fluvial hacia su descarga en el Rin. El río Bruche y el Canal del Bruche recorren el barrio de «Montagne Verte» y Koenigshoffen, mientras que el río Aar atraviesa el de «Contades» y el de «Wacken». Dos antiguos brazos del Rin, llamados «Rhin Tortu» y «Ziegelwasser», cruzan los barrios de «Meinau», «Neuhof» y «Neudorf», mientras que el Canal del Marne-Rin se sitúa al norte. Por otra parte, la capa freática sobre la que se asienta Estrasburgo es una de las reservas de agua potable conocidas más grandes de Europa, con cerca de 35 000 millones de m³ almacenados.
Este entorno de elevada densidad hídrica y las crecidas naturales de los ríos presenta como contrapartida el riesgo constante de inundaciones, que el diseño urbano histórico de la ciudad ha logrado, no obstante, mantener bajo control mediante técnicas de basamiento y canalización, con vías de rápida evacuación, como las que se aplican en el llamado «Quartier Allemand». Sin embargo, el riesgo subsiste en aquellos barrios periféricos de rápido crecimiento, como el de «Montagne Verte» al sureste o el de «Robertsau», al norte.

### Clima
El tipoclima de Estrasburgo es el templado continental, con inviernos rigurosos y veranos calurosos, y con una gran amplitud térmica estacional. Las precipitaciones son relativamente poco abundantes e irregulares comparadas con la media nacional, si bien en invierno estas son corrientes en forma de nieve. Su situación entre las formaciones montañosas de los Vosgos y de la Selva Negra hace que la ciudad esté poco expuesta a los vientos, aunque a principios y finales del verano suelen ocurrir tormentas, a veces, de manera violenta.
En ausencia de corrientes aéreas constantes, las temperaturas elevadas y la humedad ambiental favorecen la aparición de picos frecuentes de contaminación atmosférica como resultado de la actividad humana.
| Parámetros climáticos promedio de Estrasburgo (Aeropuerto de Estrasburgo), normales 1991–2020, extremos 1924–presente | Parámetros climáticos promedio de Estrasburgo (Aeropuerto de Estrasburgo), normales 1991–2020, extremos 1924–presente | Parámetros climáticos promedio de Estrasburgo (Aeropuerto de Estrasburgo), normales 1991–2020, extremos 1924–presente | Parámetros climáticos promedio de Estrasburgo (Aeropuerto de Estrasburgo), normales 1991–2020, extremos 1924–presente | Parámetros climáticos promedio de Estrasburgo (Aeropuerto de Estrasburgo), normales 1991–2020, extremos 1924–presente | Parámetros climáticos promedio de Estrasburgo (Aeropuerto de Estrasburgo), normales 1991–2020, extremos 1924–presente | Parámetros climáticos promedio de Estrasburgo (Aeropuerto de Estrasburgo), normales 1991–2020, extremos 1924–presente | Parámetros climáticos promedio de Estrasburgo (Aeropuerto de Estrasburgo), normales 1991–2020, extremos 1924–presente | Parámetros climáticos promedio de Estrasburgo (Aeropuerto de Estrasburgo), normales 1991–2020, extremos 1924–presente | Parámetros climáticos promedio de Estrasburgo (Aeropuerto de Estrasburgo), normales 1991–2020, extremos 1924–presente | Parámetros climáticos promedio de Estrasburgo (Aeropuerto de Estrasburgo), normales 1991–2020, extremos 1924–presente | Parámetros climáticos promedio de Estrasburgo (Aeropuerto de Estrasburgo), normales 1991–2020, extremos 1924–presente | Parámetros climáticos promedio de Estrasburgo (Aeropuerto de Estrasburgo), normales 1991–2020, extremos 1924–presente | Parámetros climáticos promedio de Estrasburgo (Aeropuerto de Estrasburgo), normales 1991–2020, extremos 1924–presente |
| Mes | Ene. | Feb. | Mar. | Abr. | May. | Jun. | Jul. | Ago. | Sep. | Oct. | Nov. | Dic. | Anual |
| --- | --- | --- | --- | --- | --- | --- | --- | --- | --- | --- | --- | --- | --- |
| Temp. máx. abs. (°C)                                                                                                  | 17.5 | 21.1 | 26.3 | 30.0 | 34.6 | 38.8 | 38.9 | 38.7 | 33.4 | 29.1 | 22.1 | 18.3 | 38.9 |
| Temp. máx. media (°C)                                                                                                 | 5.2 | 7.3 | 12.1 | 17.0 | 20.9 | 24.4 | 26.4 | 26.1 | 21.6 | 15.8 | 9.4 | 5.9 | 16.0 |
| Temp. media (°C) | 2.5 | 3.6 | 7.4 | 11.3 | 15.5 | 18.9 | 20.6 | 20.3 | 16.1 | 11.5 | 6.3 | 3.3 | 11.4 |
| Temp. mín. media (°C)                                                                                                 | -0.2 | 0.0 | 2.6 | 5.7 | 10.1 | 13.4 | 14.9 | 14.5 | 10.7 | 7.2 | 3.3 | 0.8 | 6.9 |
| Temp. mín. abs. (°C)                                                                                                  | -23.6 | -22.3 | -16.7 | -5.6 | -2.4 | 1.1 | 4.9 | 4.8 | -1.3 | -7.6 | -10.8 | -23.4 | -23.6 |
| Precipitación total (mm)                                                                                              | 35.4 | 34.1 | 38.6 | 41.8 | 77.2 | 68.5 | 71.9 | 61.3 | 54.6 | 59.5 | 47.6 | 45.2 | 635.7 |
| Días de precipitaciones (≥ 1.0 mm)                                                                                    | 9.1 | 8.3 | 8.5 | 8.6 | 10.8 | 10.2 | 10.4 | 9.5 | 8.0 | 9.6 | 9.2 | 10.2 | 112.3 |
| Días de nevadas (≥ 1 mm)                                                                                              | 7.0 | 6.7 | 3.3 | 0.7 | 0.0 | 0.0 | 0.0 | 0.0 | 0.0 | 0.1 | 2.2 | 6.0 | 25.9 |
| Horas de sol | 55.5 | 85.8 | 146.4 | 186.9 | 209.1 | 226.4 | 239.7 | 224.2 | 173.5 | 100.4 | 55.2 | 44.2 | 1747.3 |
| Humedad relativa (%)                                                                                                  | 86 | 82 | 76 | 72 | 73 | 74 | 72 | 76 | 80 | 85 | 86 | 86 | 79 |
| Fuente n.º 1: Meteo France (días con nieve 1981–2010)                                                                 | | | | | | | | | | | | | |
| Fuente n.º 2: Infoclimat.fr (humedad 1961–1990)                                                                       | | | | | | | | | | | | | |

### Demografía

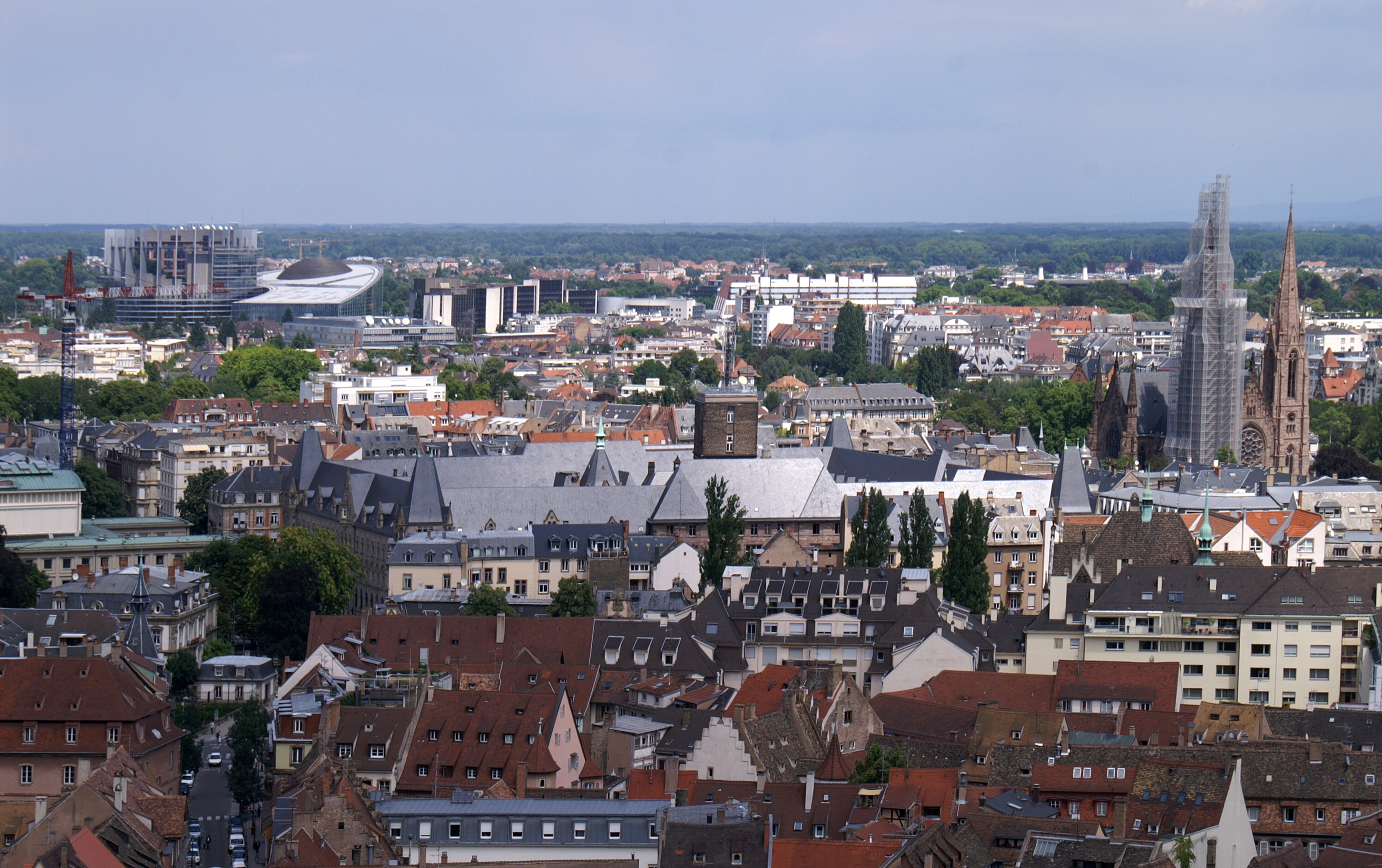
Estrasburgo vista desde la catedral hacia el norte.

La población de Estrasburgo en 2018 era de 853 110 habitantes. La media de la tasa de crecimiento anual se sitúa en el 0.6 %, superior a la media nacional de Francia.
Por su parte, en el área dependiente de la «Communauté urbaine de Strasbourg (C.U.S.)», organismo para la gestión territorial creado en 1966 mediante la fusión de los ayuntamientos locales, y que se extiende sobre 306 km², se contabilizaban 515 240 habitantes en 2009, mientras que en la denominada «área urbana» el mismo censo ofrecía una población de 1 175 393 habitantes, lo que la ubica en el cuarto puesto entre las 394 «áreas urbanas» de Francia. La tasa de crecimiento del 0.83 % en el periodo 1990-1999 para el área urbana de Estrasburgo la colocaba además entre las más elevadas de todas las áreas urbanas de Francia.
En 2009, un nuevo estudio demográfico ofreció una estimación de 1 175 393 habitantes en el área urbana, incluyendo a las localidades alemanas vecinas.

#### Tabla de población[1]
| 47 254 | 49 056 | 51 465 | 49 680 | 70 298 | 57 885 | 71 992 | 75 565 | 77 656 | 82 014 | 84 167 | 85 654 | 94 306 | 104 471 | 111 987 | 123 500 | 135 608 |
| Para los censos de 1962 a 1999 la población legal corresponde a la población sin duplicidades (Fuente: INSEE [Consultar]) |        |        |        |        |        |        |        |        |        |        |        |        |         |         |         |         |

| 151 041 | 167 678 | 178 891 | 166 767 | 174 492 | 181 465 | 193 119 | 175 515 | 200 921 | 228 971 | 249 396 | 253 384 | 248 712 | 252 338 | 264 115 | 285 975 |
| Para los censos de 1962 a 1999 la población legal corresponde a la población sin duplicidades (Fuente: INSEE [Consultar]) |         |         |         |         |         |         |         |         |         |         |         |         |         |         |         |

### Estructura poblacional
Según el censo de 2017, Estrasburgo, con un 65 % de la población menor de cuarenta años, contaba con una distribución significativamente más joven que la media nacional, situada en el 52.7 %, y consecuentemente, con una mayor proporción de unidades familiares formadas por un solo o dos miembros, un 70.8 % por 62.1 % de media de nacional.
El 15.8 % de los habitantes de Estrasburgo en 2017 eran extranjeros cifra también significativamente superior a la media de Francia (6.9 %), e incluso a la de Alsacia (7.2 %), propio de su estatus de capital europea. El 21.4 % de la población de la ciudad es considerada como migrante (nacido en otro país, sin importar si posee la nacionalidad francesa) por un 9.6 % de media de nacional.

### Morfología urbana, infraestructuras y equipamientos

#### Espacios verdes

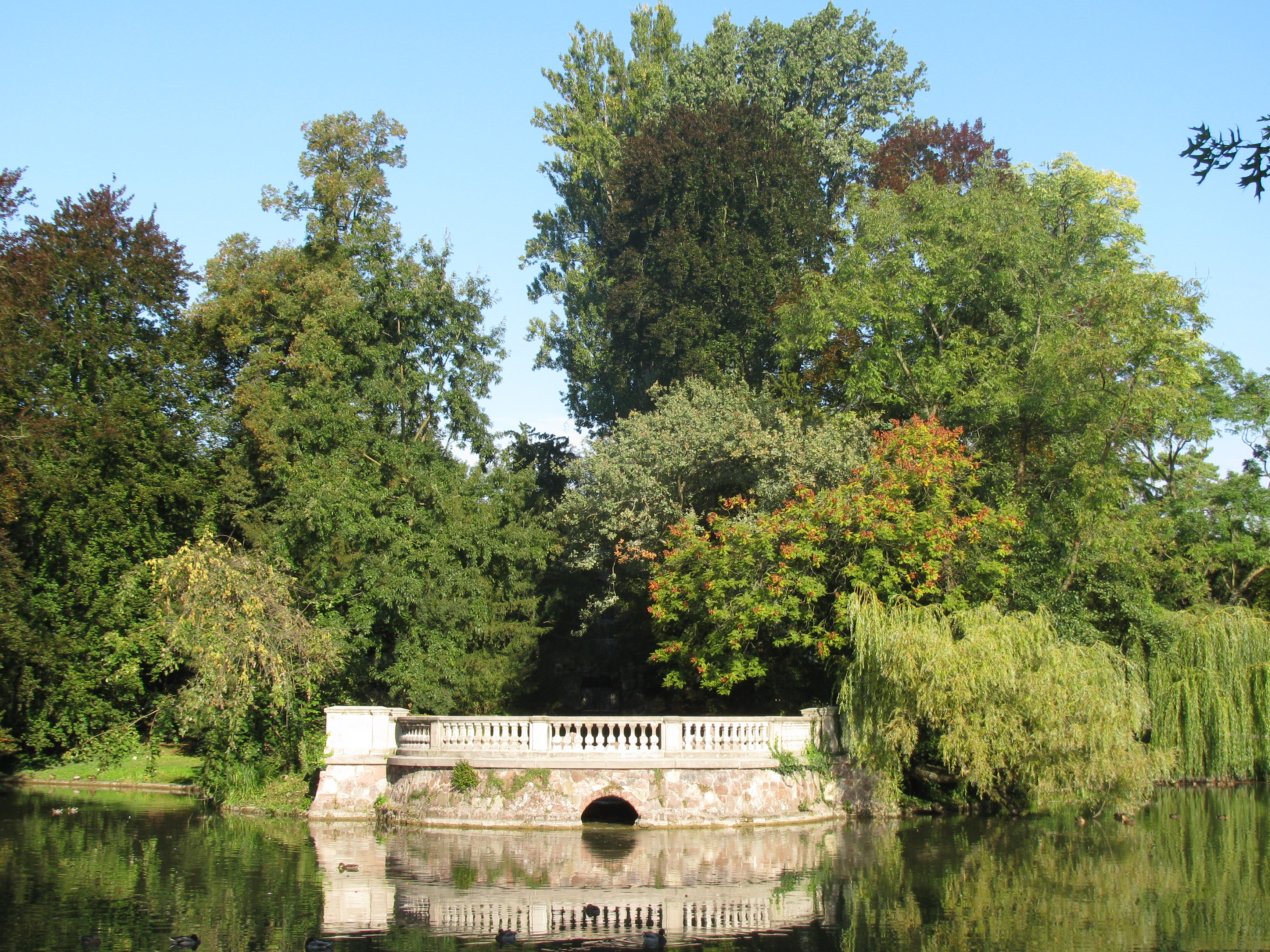
Parque de la Orangerie.

Los barrios de Estrasburgo disponen de amplios espacios verdes, vestigios de la exuberante vegetación natural que ocupaba la mayor parte de las zonas ribereñas del Rin que, hasta los trabajos de regulación del siglo XIX, eran frecuentemente inundadas por las crecidas o cambios de curso.
Son ejemplos de estos bosques la llamada «forêt de Robertsau», al noreste, con 493 ha, y la «forêt du Neuhof», al sureste, con una extensión de 797 ha. La biodiversidad de estos espacios comprende diversas especies de avifauna que cuentan con un lugar de protección en la reserva natural de Rohrschollen, patrocinada por la Ligue pour la protection des oiseaux. El marco de actuación del programa LIFE Nature «Rhin Vivant» contempla proyectos de recuperación del ecosistema de la cuenca renana.
En el centro de la ciudad existen 324 ha de áreas ajardinadas y parques, entre los que cabe mencionar el Parque de la Orangerie, de 26 ha, construido en estilo inglés, con un pequeño zoo, una minigranja y un centro de acogida de cigüeñas, animal emblemático de Alsacia; un pequeño lago con juego de cascadas aporta un aire romántico complementario al pabellón Josephine, construido en 1804 en honor de la emperatriz Josefina, primera esposa de Napoleón I. El jardín botánico del Observatorio Astronómico, creado en 1619, comprende unas seis mil especies vegetales en una extensión de 3.5 ha. Poco después del asedio prusiano de 1870, fue transformado en cementerio, pero luego rehabilitado para su uso científico por la facultad de Medicina y Farmacia en 1884.
El parque de la Ciudadela, próximo al antiguo puesto fronterizo, extiende parte de sus 12.5 ha sobre los vestigios de la fortificación construida por el ingeniero real Sébastien Le Prestre de Vauban en 1681. El Parque de Contades, por su parte, fue construido en el siglo XVIII por orden del mariscal Louis Georges Érasme de Contades como espacio de paseo en lo que por entonces eran los suburbios. A finales del siglo XIX, quedaría integrado en el llamado Barrio Alemán, ocupando 7.9 ha.
De fecha más reciente es la superficie ajardinada más grande de Estrasburgo: el Jardín de las dos riberas (Jardin des deux rives), que supone 55 ha que se extienden a ambos lados del Rin, conectados por la llamada pasarela Mimram. En la Robertsau, el jardín del castillo de Pourtalès, con 24 ha, alberga una exposición permanente de esculturas de Arte Contemporáneo.
El concurso nacional de «villages fleuris», que cataloga en una escala el embellecimiento mediante flores de las ciudades y pueblos de Francia, otorgó dos flores a la ciudad de Estrasburgo en 2007.

## Economía

### Sector secundario

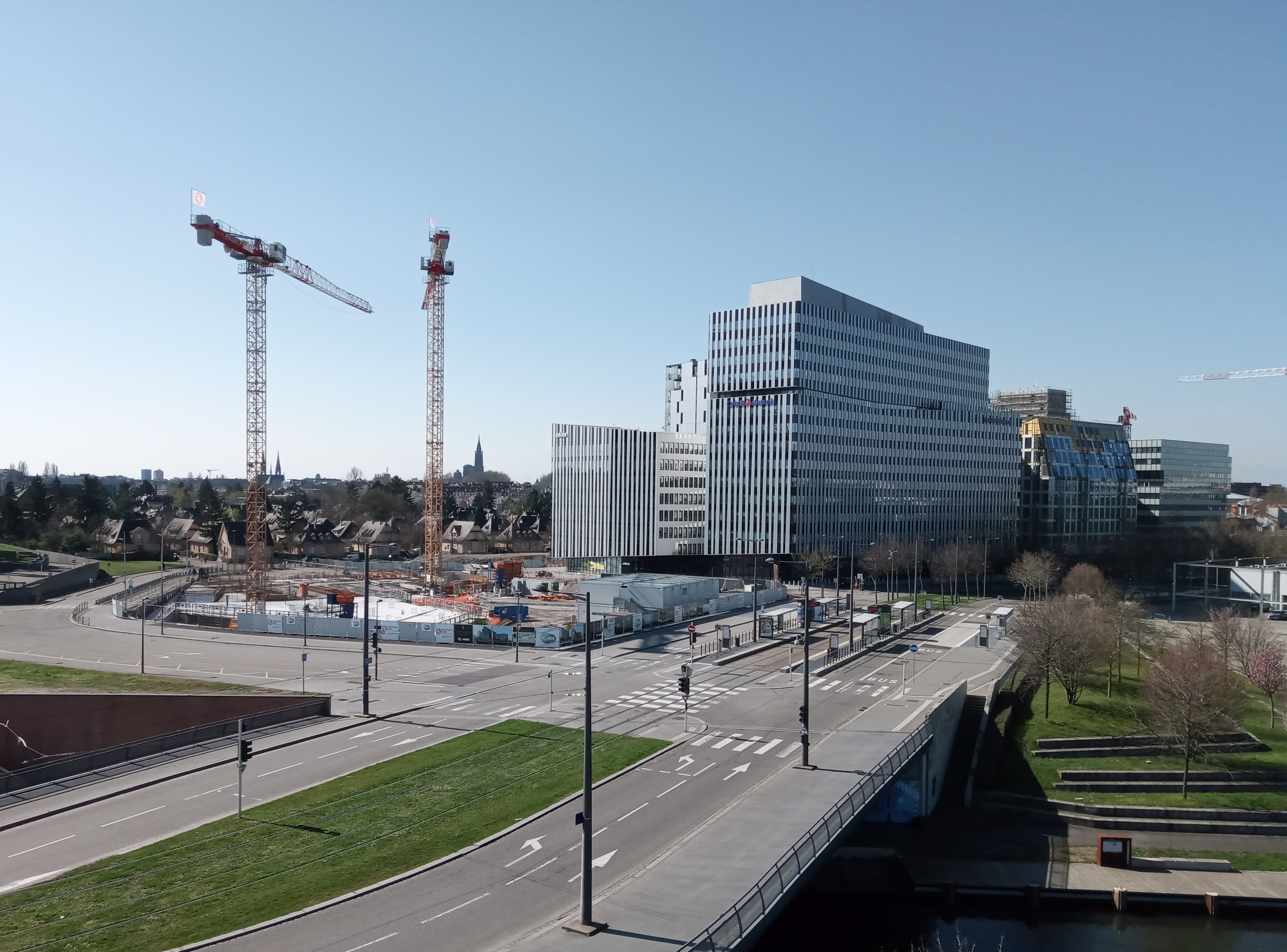
Barrio Archipel, testigo de la prosperidad comercial de Estrasburgo.

El diversificado sector secundario (industrial) en Estrasburgo agrupa a unas tres mil empresas y el 14.6 % de los empleos. El 30 % de los establecimientos son de capital extranjero, principalmente de multinacionales alemanas y estadounidenses. Los tres segmentos industriales de mayor relevancia son el de automoción, con presencia de General Motors, Delphi Corporation y Johnson Controls; químico-farmacéutico, representado por los sitios de producción de Lilly, Octapharma, Prestwick Chemical, Carex o Boiron; y el agroalimentario, en el que destacan las cerveceras Fischer y Kronenbourg.
Desde los años 1990, el polo de actividades industriales Alsace-Biovalley ha contribuido a la creación de numerosos empleos en el sector farmacéutico. En el ámbito de las actividades de investigación, desarrollo e innovación, estas cuentan con el apoyo de numerosos centros de investigación universitarios, como el Institut de Génétique et de Biologie Moléculaire et Cellulaire o el Institut Clinique de la Souris, ambos en el campus de Illkirch-Graffenstaden. Entre 2002 y 2004, la sede mundial de la multinacional Aventis se situó en Estrasburgo.
Varios espacios de las instalaciones del puerto fluvial han sido aprovechados para su uso industrial, en especial los más próximos al centro de la ciudad, donde se ubicaban varias fábricas de acero, aunque la actividad más importante en este segmento se sitúa en el margen alemán, donde el grupo BSW (Badische Stahlwerke) presenta una capacidad más flexible y demanda mayor de mano de obra.

## Transporte

### Transporte urbano

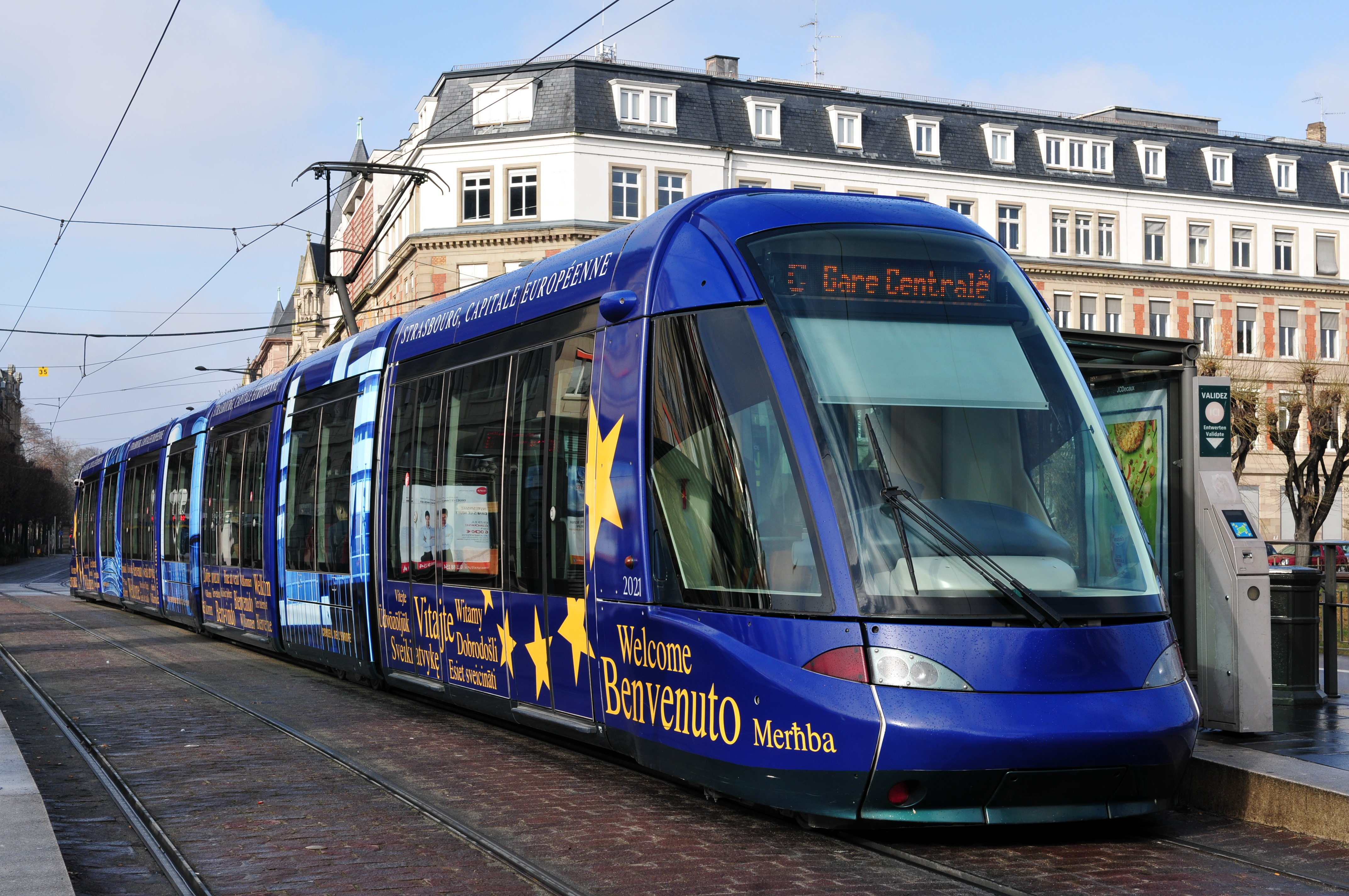
Tranvía de Estrasburgo, cuya red fue inaugurada en 1994.

La empresa municipal Compagnie des transports Strasbourgeois (CTS) gestiona desde 1878 la red de transportes públicos de la ciudad, que han sido impulsados desde la administración con importantes inversiones desde los años 1990 y de políticas de restricción al tráfico privado. Entre 1992 y 2002, el número de viajeros en la red de la CTS ha progresado un 85 %, según datos del Ayuntamiento.
Inaugurada en 1994, la red de tranvías es una de las más extensas de toda Francia, con cerca de 72 estaciones y 60.2 km repartidos en seis líneas. La disposición de la red permite que varias líneas utilicen las mismas vías en algunos tramos, sobre todo en el centro urbano. Es el medio de transporte más utilizado de la ciudad, con cerca de trescientos mil pasajeros diarios.
En noviembre de 2010 se inauguró la línea F. A finales de 2013, la línea A se prolongó hasta las proximidades del Zénith de Estrasburgo, hasta el Parque de deportes de la ciudad; y la línea D hacia el Parque des Poteries. En 2016, la línea D se prolongó hasta la estación de ferrocarril de Kehl en Alemania, y la línea A hasta el centro de Illkirch-Graffenstaden, con una extensión del servicio de la línea E hasta el Campus d'Illkirch.
Una línea de autobús BTR une la Estación central de Estrasburgo con el Espacio Europeo de la Empresa de Schiltigheim, que lleva funcionando desde el 30 de noviembre de 2013. Esta línea complementa a la red de tranvías y toma el nombre de línea G.

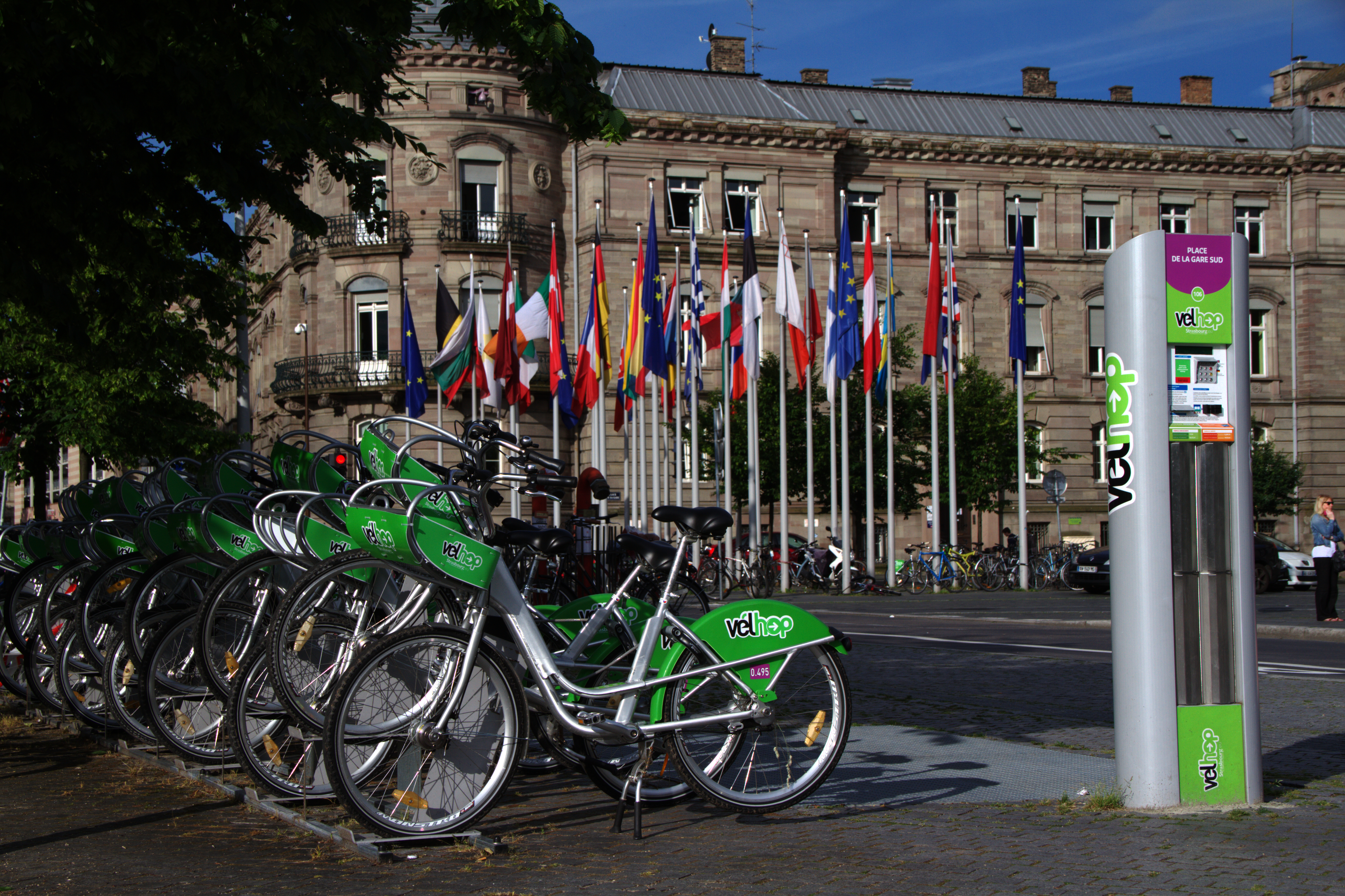
Vélhop es el servicio de alquiler de bicicletas creado por la Eurometrópoli de Estrasburgo.

Una red de autobuses, con 320 km de líneas, ofrece una densa red en el conjunto de la Eurometrópoli de Estrasburgo, llegando incluso hasta Kehl, en Alemania. La red fue reorganizada con la llegada del tranvía, y alrededor de este, y cuenta hoy con 27 líneas urbanas. Estas líneas de autobuses están numeradas de 2 a 72a para distinguirlas de las líneas de tranvía y del autobús de tránsito rápido, que llevan letras.
El conjunto de la CTS transporta cada año 85 millones de viajeros.

### Carriles de bicicleta
En 2003, la aglomeración urbana de Estrasburgo se convirtió en la cuarta ciudad del mundo con carriles de bicicleta, con una red de 630 km de pistas y senderos para permitir los desplazamientos en bicicleta; una infraestructura que fue favorecida desde la administración y que es señalada en Francia como referencia técnica para los planes de urbanismo que desean desarrollar el transporte ciclista. Las pistas de Estrasburgo son favorecidas por las numerosas zonas de velocidad limitada a 30 km/h en el centro histórico, servicios como áreas de aparcamiento reservado y empresas locales como Vélo station, que permiten el mantenimiento y alquiler de bicicletas.

## Educación

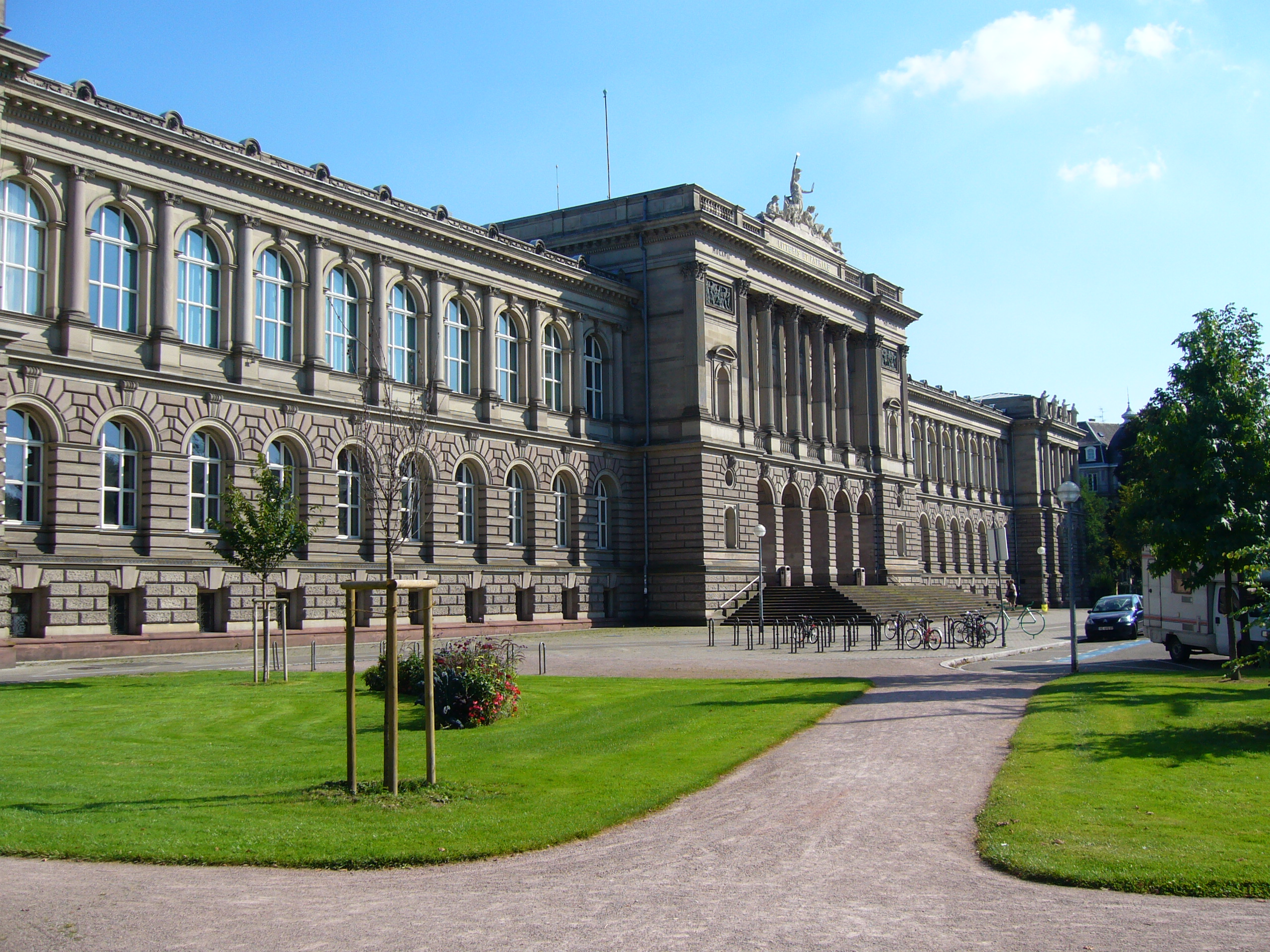
Palais universitaire de Estrasburgo, sede de la Université de Strasbourg.

La enseñanza superior en Estrasburgo tiene su origen en el Gymnasium protestante fundado por Jacques Sturm en 1538, que adquirió el rango de universidad en 1621. Desde la anexión de 1871, se dio un nuevo impulso con la construcción del barrio universitario, con edificios como el Palais universitaire. En las décadas de 1950 y 1960 fue diversificando sus disciplinas y extendiéndose a nuevos edificios para dar cabida al rápido crecimiento de estudiantes, que pasaron de 5544 en 1956 a 16 221 en 1966, y se acogieron a eminentes sabios como Jean-Marie Lehn, premio Nobel de química. Desde 1970 se dividió en tres universités especializadas a las que se añaden ocho grandes écoles.
Estrasburgo es la ciudad universitaria de referencia en la región de Alsacia. En el curso 2017-2018, el efectivo de estudiantes en la enseñanza superior en la Universidad de Estrasburgo, con sus seis campus asociados en la ciudad y en los municipios de Schiltigheim, Illkirch-Graffenstaden, Colmar, Haguenau y Sélestat, era de 50 882 alumnos, muy por delante de la otra gran universidad de la región, la Université de Haute-Alsace, con 9694 alumnos.
La Université de Strasbourg forma parte de la Confédération européenne des universités du Rhin supérieur (EUCOR), que agrupa a las facultades del ámbito renano de las universidades de Mulhouse, Basilea, Friburgo y Karlsruhe.
Varios centros permiten la preparación para el concurso nacional de acceso a las grandes écoles (CPGE):
- Lycée Kléber, científico.
- Lycée Fustel de Coulanges, letras.
- Lycée international des Pontonniers, internacional.

## Cultura y turismo

### La Gran isla
La Grande Île, el centro histórico de Estrasburgo, es una isla en el río Ill. La denominación francesa puede traducirse, literalmente, como Gran Isla. Fue nombrada por la Unesco Patrimonio de la Humanidad en 1988. En aquella época, el Consejo Internacional sobre Monumentos y Lugares consideró que la Grande Île era «un barrio antiguo, ejemplo de ciudad medieval». Para marcar el estatus de la Grande Île como Patrimonio de la Humanidad, hay 22 placas de latón colocadas en los puentes que permiten acceder a la isla. La Grande Île a veces es llamada «elipse insular», debido a su forma.

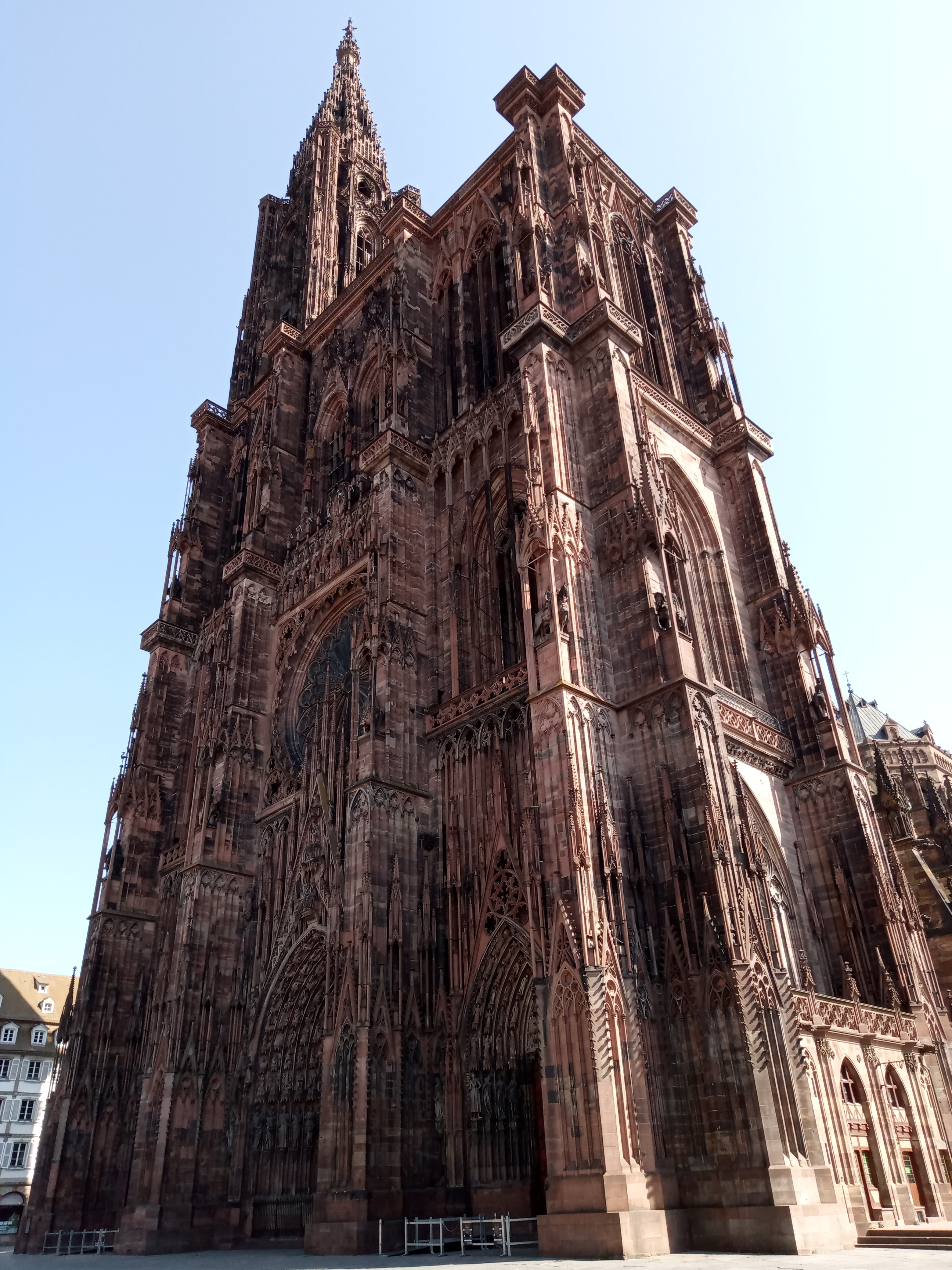
Catedral de Estrasburgo

Aquí se encuentra la catedral de Estrasburgo, por la que la ciudad es conocida principalmente, realizada en piedra arenisca y que ostenta un famoso reloj astronómico. Se trata de la cuarta iglesia del mundo en altura y es un ornamentado ejemplo de la arquitectura gótica del siglo XV. La Grande Île alberga otras iglesias medievales que han sobrevivido a las muchas guerras y destrucciones que han plagado la ciudad:
- La Iglesia de San Esteban (Église Saint-Étienne), románica), parcialmente destruida en 1944 por los bombardeos aliados durante la Segunda Guerra Mundial.
- La Iglesia de Santo Tomás (Église Saint-Thomas), en parte románica, en parte gótica, de gran tamaño, con su órgano Silbermann en el que tocaron Wolfgang Amadeus Mozart y Albert Schweitzer.[55]
- La Iglesia de San Pedro el Joven (Eglise Saint-Pierre-le-Jeune Protestant), gótica, protestante, con su cripta que se remonta al siglo V y su claustro en parte del siglo XI.
- La iglesia de San Pedro el Viejo (Saint-Pierre-le-Vieux Catholique), neogótica, católica, sirve como santuario para varias obras talladas en madera del siglo XV y retablos pintados que provenían de otras iglesias, hoy destruidas, e instaladas allí para ser mostradas al público.

Es renombrado su paisaje urbano de edificios con madera en blanco y negro típicamente renanos, particularmente en el distrito de la Petite-France a lo largo del Ill y en las calles y plazas alrededor de la catedral, donde destaca la célebre Maison Kammerzell.
Distinguidas calles medievales son la Rue Mercière, Rue des Dentelles, Rue du Bain aux Plantes, Rue des Juifs, Rue des Frères, Rue des Tonneliers, Rue du Maroquin, Rue des Charpentiers, Rue des Serruriers, Grand' Rue, Quai des Bateliers, Quai Saint-Nicolas y Quai Saint-Thomas. Plazas medievales significativas son, por su parte, la Place de la Cathédrale, Place du Marché Gayot, Place Saint-Etienne, Place du Marché aux Cochons de Lait y Place Benjamin Zix.

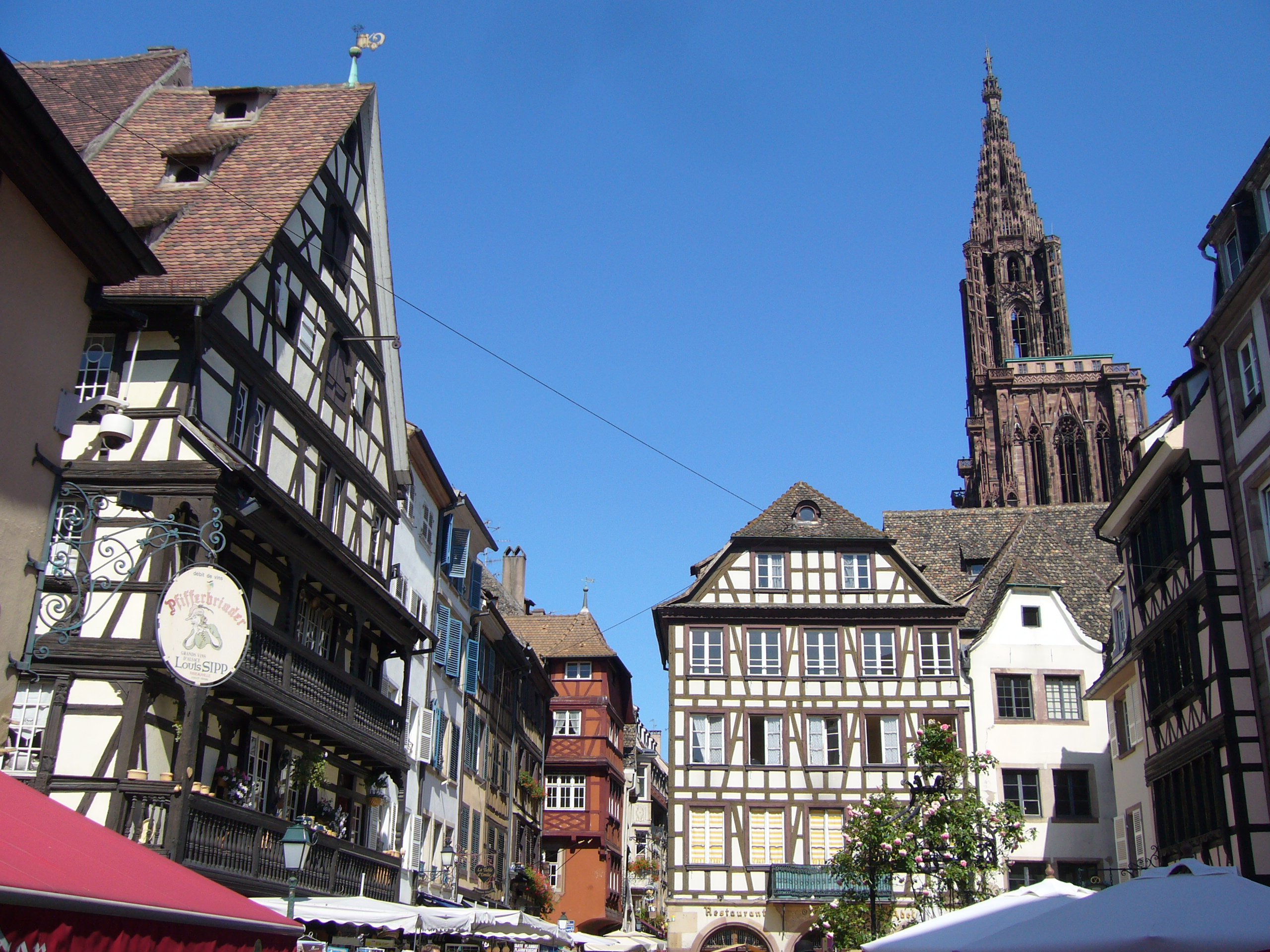
Place du Marché aux Cochons de Lait.

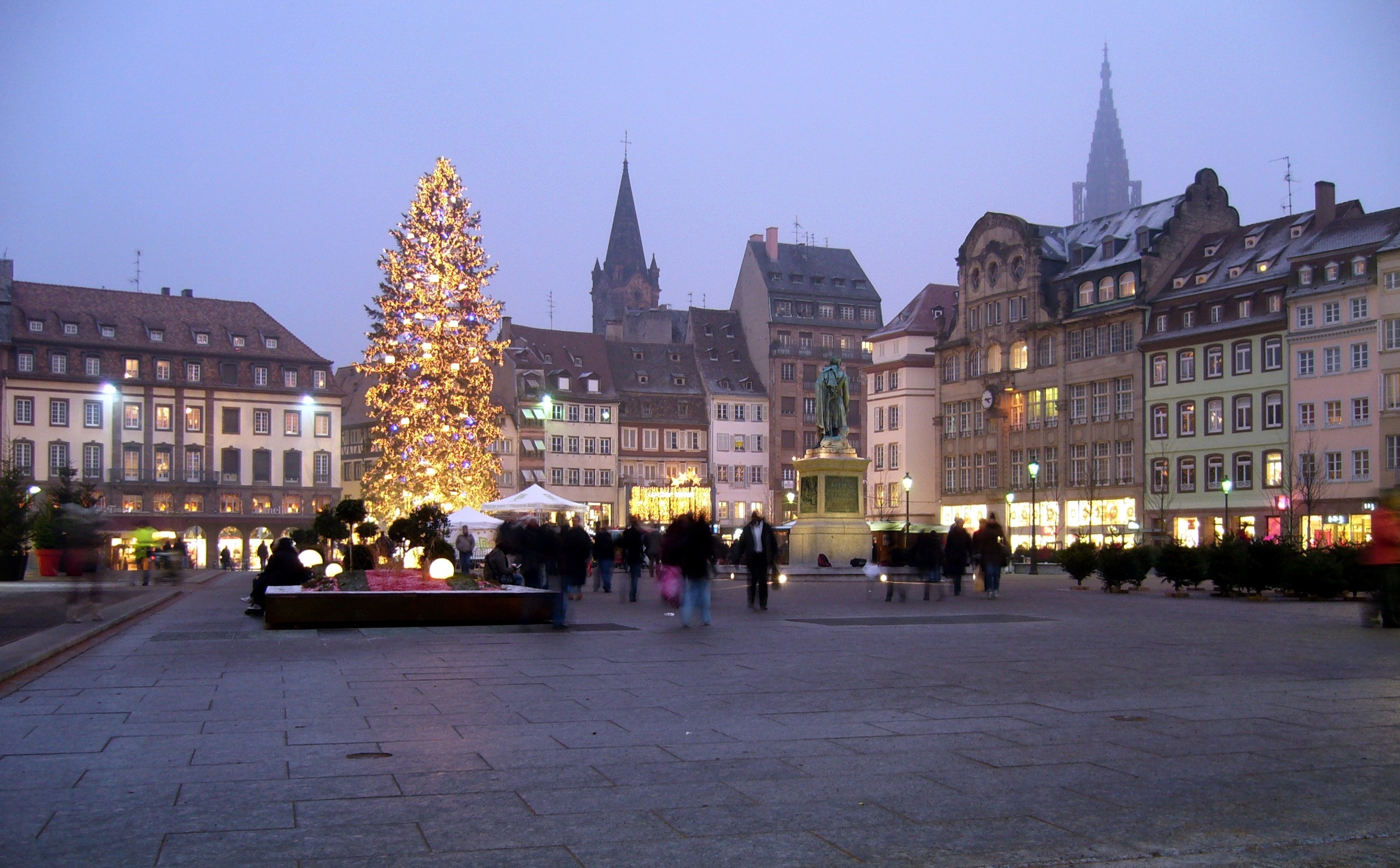
Place Kléber

Ponts couverts dentro de la Gran isla.

Entre los numerosos edificios medievales seculares destaca la monumental Ancienne Douane (antigua Aduana).
La plaza más grande en el centro de la ciudad de Estrasburgo es la Plaza Kléber. Ubicada en el corazón de la zona comercial de la ciudad, recibió su nombre del general Jean-Baptiste Kléber, nacido en Estrasburgo en 1753 y asesinado en 1800 en El Cairo. En la plaza hay una estatua de Kléber, debajo de la cual hay una cripta con sus restos. En el lado septentrional de la plaza está el Aubette, edificio construido por Jacques François Blondel, arquitecto del rey, entre 1765 y 1772.
El Renacimiento alemán ha legado a la ciudad algunos edificios de interés, especialmente la actual Chambre de Commerce et d'Industrie, anterior ayuntamiento, en la Place Gutenberg, y lo mismo hicieron el clasicismo francés con varios hôtels particuliers (palacetes), entre los cuales el más espectacular es el Palais Rohan, que actualmente alberga tres museos, entre ellos el Museo de Bellas Artes, con pinturas de Hans Memling, Francisco de Goya, Tintoretto, Paolo Veronese, Giotto di Bondone, Sandro Botticelli, Peter Paul Rubens, Anthony van Dyck, El Greco, Correggio, Cima da Conegliano y Piero di Cosimo, entre otros. Otros edificios de este tipo son el Hôtel du Préfet, el Hôtel des Deux-Ponts y el ayuntamiento Hôtel de Ville. El edificio barroco más grande de Estrasburgo es el Hôpital civil, que data de los años 1720. Por su parte, el neoclasicismo francés está representado de manera destacada por el Teatro de Ópera en la plaza Broglie.

### Otros lugares de interés

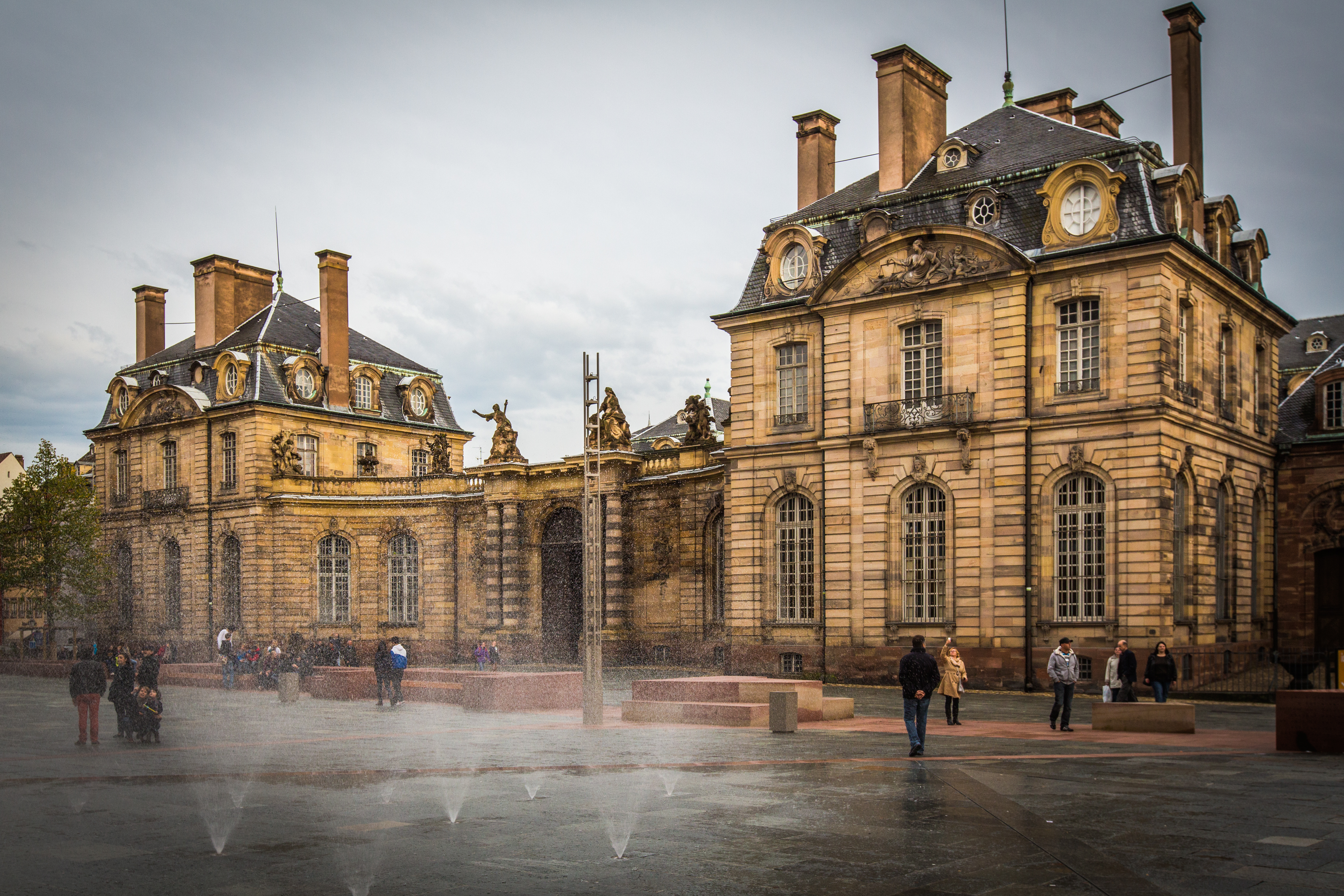
El Palacio Rohan.

Estrasburgo ofrece igualmente edificios eclécticos en el muy extendido distrito alemán, siendo el principal recuerdo de la arquitectura guillermina, puesto que las principales ciudades de Alemania sufrieron extensos daños durante la Segunda Guerra Mundial. Las calles, los bulevares y las avenidas son homogéneas, las casas sorprendentemente altas, alcanzando a veces los siete pisos de alto, y amplios ejemplos del urbanismo alemán y de este estilo arquitectónico que resume y mezcla cinco siglos de arquitectura europea, así como estilos neo-egipcio, neo-griego y neo-babilonio. El Palais du Rhin, anterior palacio imperial, el más político y por lo tanto el más criticado de todos los edificios de la Estrasburgo alemana, ejemplifica la gran escala y la fuerza estilística de este período. Pero los dos edificios más ornamentados de esta época son la École internationale des Pontonniers (anterior Höhere Mädchenschule, escuela de muchachas), con sus torres, torreones y múltiples ángulos cuadrados y redondos, y la École des Arts décoratifs, con su fachada lujosamente decorada de ladrillos pintados, tallas de madera y mayólica.

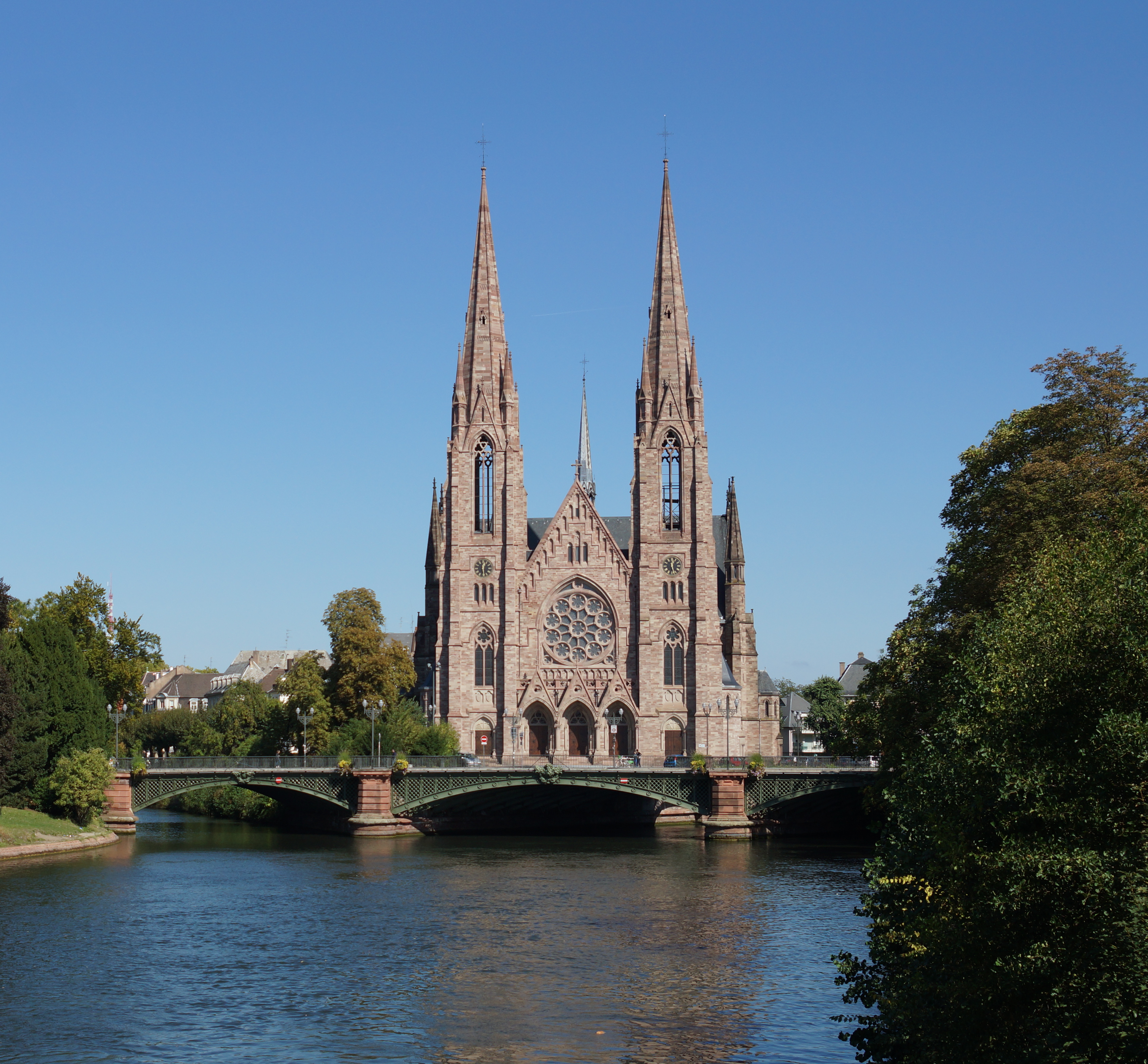
Iglesia de Santo Pablo.

Calles distinguidas dentro del distrito alemán son la Avenue de la Forêt Noire, Avenue des Vosges, Avenue d'Alsace, Avenue de la Marseillaise, Avenue de la Liberté, Boulevard de la Victoire, Rue Sellénick, Rue du Général de Castelnau, Rue du Maréchal Foch y Rue du Maréchal Joffre. Plazas significativas son la Place de la République, Place de l'Université, Place Brant y Place Arnold.

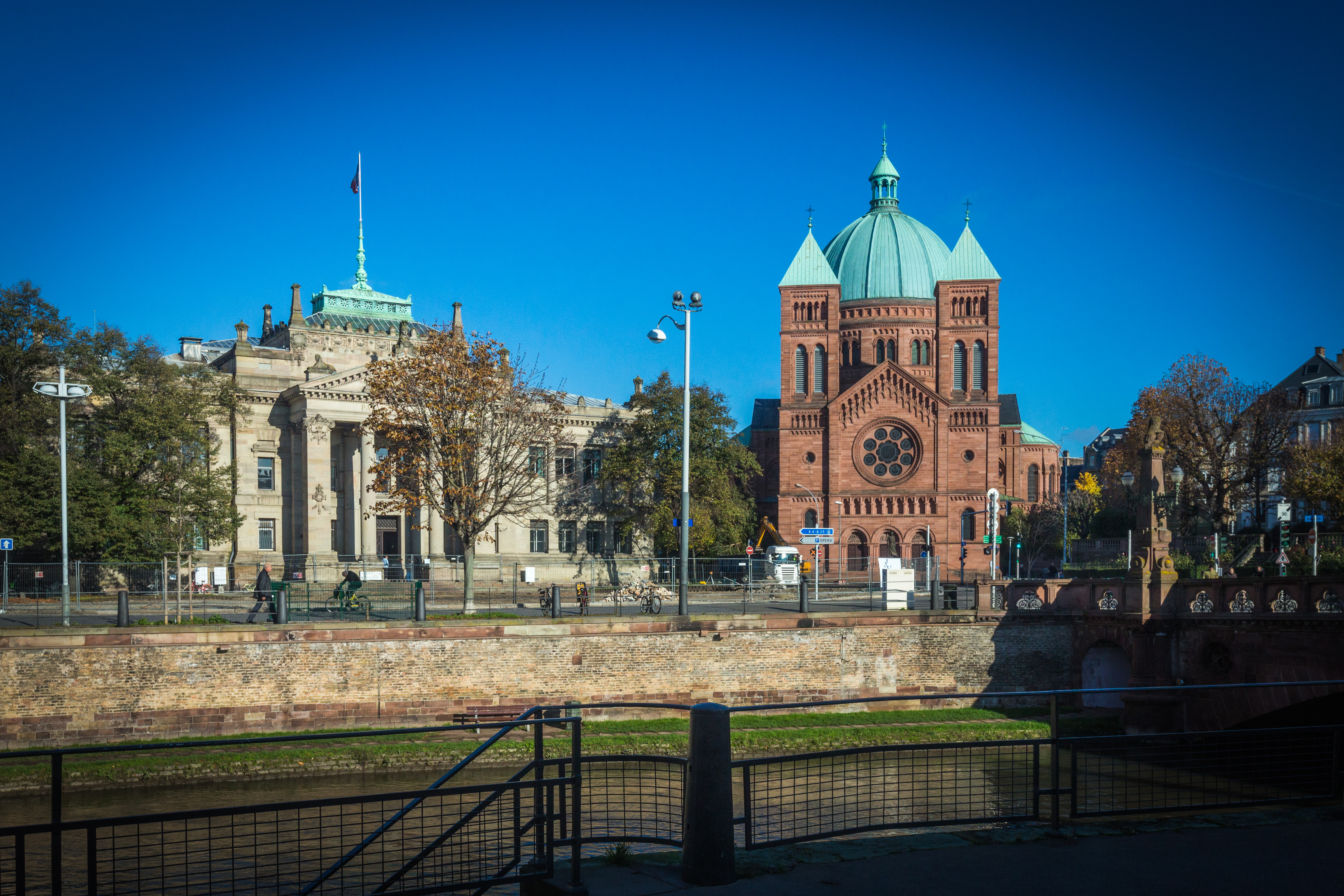
Barrio el Tribunal

Impresionantes ejemplos de la arquitectura militar prusiana de los años 1880 pueden encontrarse a lo largo de la recientemente reabierta Rue du Rempart, mostrando fortificaciones a gran escala entre las que está la adecuadamente llamada Kriegstor (‘puerta de la guerra’).

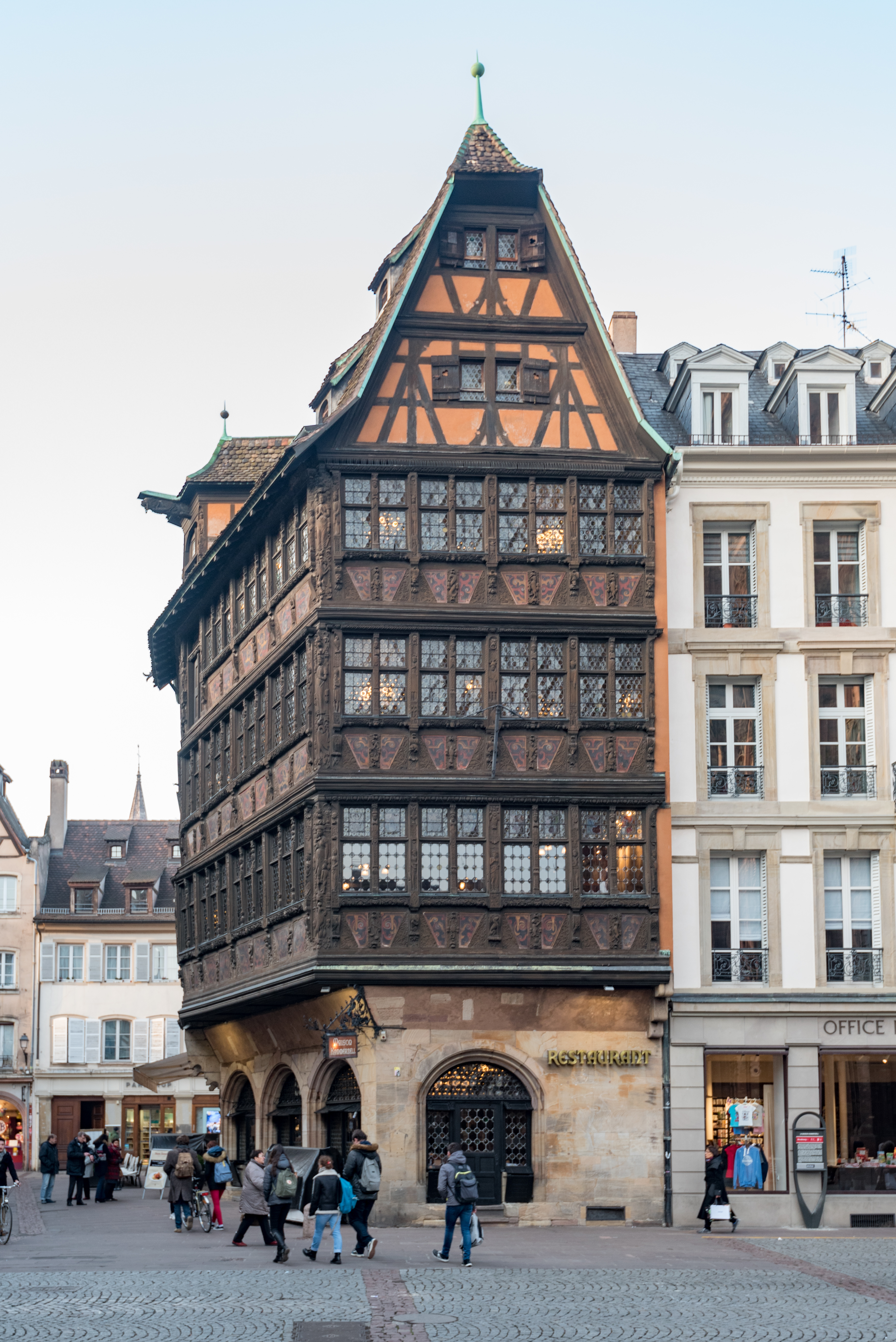
Casa Kammerzell.

Por lo que se refiere a la arquitrectura moderna y contemporánea, Estrasburgo posee algunos edificios art nouveau, como el enorme Palais des Fêtes, algunas casas y villas en la Avenue de la Robertsau y Rue Sleidan; buenos ejemplos de arquitectura funcional posterior a la Segunda Guerra Mundial, como la Cité Rotterdam, en cuyo concurso fue derrotado Le Corbusier y, en el muy extendido Quartier Européen, algunos espectaculares edificios administrativos a veces de gran tamaño, entre los cuales el más destacado es el Tribunal Europeo de Derechos Humanos, obra de Richard Rogers. Otros edificios contemporáneos destacados son el nuevo conservatorio, Cité de la Musique et de la Danse, el Musée d'Art moderne et contemporain y el Hôtel du Département, que se encuentra frente a él, así como, en las afueras, la estación de tranvía Hoenheim-Nord, diseñada por la arquitecta Zaha Hadid.
La ciudad tiene además numerosos puentes, incluyendo el medieval, con cuatro torres, llamado Ponts Couverts (puentes cubiertos). Cerca de él están las fortificaciones Vauban del siglo XVII, el llamado Barrage Vauban. Otros bellos puentes son el Pont de la Fonderie (1893, decorado, en piedra) y Pont d'Auvergne (1892, en hierro), así como la futurista Passerelle, del arquitecto Marc Mimram, sobre el Rin, inaugurado en 2004.

## Deportes

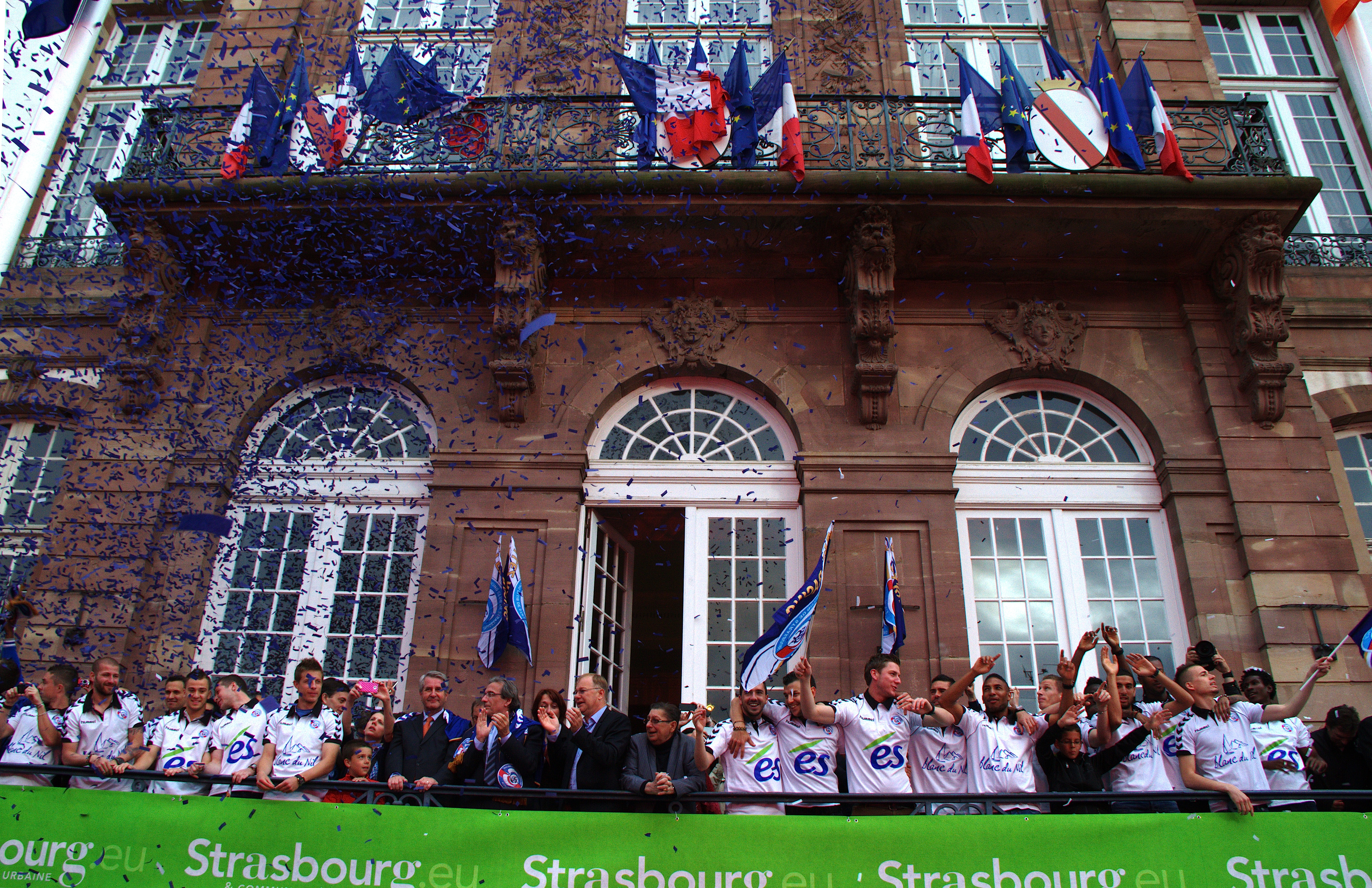
Jugadores del Racing Club de Estrasburgo

Estrasburgo es sede del Racing Club de Estrasburgo, club de fútbol que actualmente disputa la Ligue 1 (primera categoría del fútbol nacional) en el Stade de la Meinau. A su vez, la ciudad alberga al Sporting Club Schiltigheim que juega en la National 2 (cuarta categoría del fútbol francés) y el ASP Vauban Strasbourg, un club que juega en el National 3 (quinta categoría del fútbol francés). También tiene equipos profesionales de baloncesto (Strasbourg IG), balonmano (Eurométropole Strasbourg Handball), rugby (Rugby club Strasbourg), vóleibol (Strasbourg Volley-Ball), waterpolo (Team Strasbourg) y béisbol (Outlaws Baseball Strasbourg). Otros clubes de fútbol que juegan en las categorías regionales son el Football Club Vendenheim.
La ciudad de Estrasburgo fue sede del Rally de Francia - Alsacia entre 2010 y 2014, reemplazando al Rally de Córcega durante ese periodo como la etapa francesa del Campeonato Mundial de Rally.
Algunos deportistas famosos de la ciudad son: Mehdi Baala, Céline Distel-Bonnet, Bob Wollek, Vincent Anstett, Charlotte Lembach, José Cobos Castillo, Mickaël Cuisance, Gilbert Gress, Valérien Ismaël, Morgan Schneiderlin, Arsène Wenger, Yvon Riemer, Cynthia Vescan, Candice Didier y Paul-Henri Mathieu.

## Medios de comunicación

Sede principal de Arte TV

La ciudad es sede del canal de televisión franco-alemán Arte TV, del canal regional France 3 Alsacia y del Obsevatorio audiovisual europeo. 
Respecto a estaciones de radio, la ciudad tiene un total de veinte estaciones locales. Su prensa escrita está compuesta por los periódicos locales Dernières Nouvelles d'Alsace (DNA), Métro y 20 minutes, y en cuanto a periódicos digitales, cuenta con Rue89 Strasbourg y Pokaa.

## Ciudades hermanadas
Estrasburgo mantiene lazos de hermanamiento con seis ciudades en cinco países:
- Boston (Estados Unidos, desde 1960)
- Leicester (Reino Unido, desde 1960)
- Stuttgart (Alemania, desde 1962)
- Dresde (Alemania, desde 1990)
- Ramat Gan (Israel, desde 1991)
- Orán (Argelia), desde 2013)

y mantiene relaciones de cooperación con:
- Jacmel (Haití, desde 1996)
- Nóvgorod (Rusia, desde 1997)
- Fez (Marruecos)

| Predecesor: Acra | Capital Mundial del Libro 2024 | Sucesor: Rio de Janeiro |

## Ubicación
|                                             | Norte: La Wantzenau, Schiltigheim, Oberhausbergen |                     |
| Oeste: Wolfisheim, Eckbolsheim, Lingolsheim |                                                   | Este: Río Rin, Kehl |
|                                             | Sur: Ostwald, Illkirch-Graffenstaden, Eschau      |                     |